# Liste der Biografien/Klu
Liste der Biografien |
Portal Biografien |
Personensuche
# |
A |
B |
C |
D |
E |
F |
G |
H |
I |
J |
K |
L |
M |
N |
O |
P |
Q |
R |
S |
T |
U |
V |
W |
X |
Y |
Z |
?
 
Ka |
Kb |
Kc |
Kd |
Ke |
Kf |
Kg |
Kh |
Ki |
Kj |
Kl |
Km |
Kn |
Ko |
Kp |
Kr |
Ks |
Kt |
Ku |
Kv |
Kw |
Ky |
Kx |
Kz
 
Kla |
Kld |
Kle |
Kli |
Klj |
Klo |
Klu |
Kly
Die Liste der Biografien führt alle Personen auf, die in der deutschsprachigen Wikipedia einen Artikel haben. Dieses ist eine Teilliste mit 473 Einträgen von Personen, deren Namen mit den Buchstaben „Klu“ beginnt.

## Klu
- Klu, Agnes Rose († 2008), gambische Strafvollzugsbeamtin

### Klub
- Klubbingman (* 1964), deutscher DJKlubbingman (* 1964)

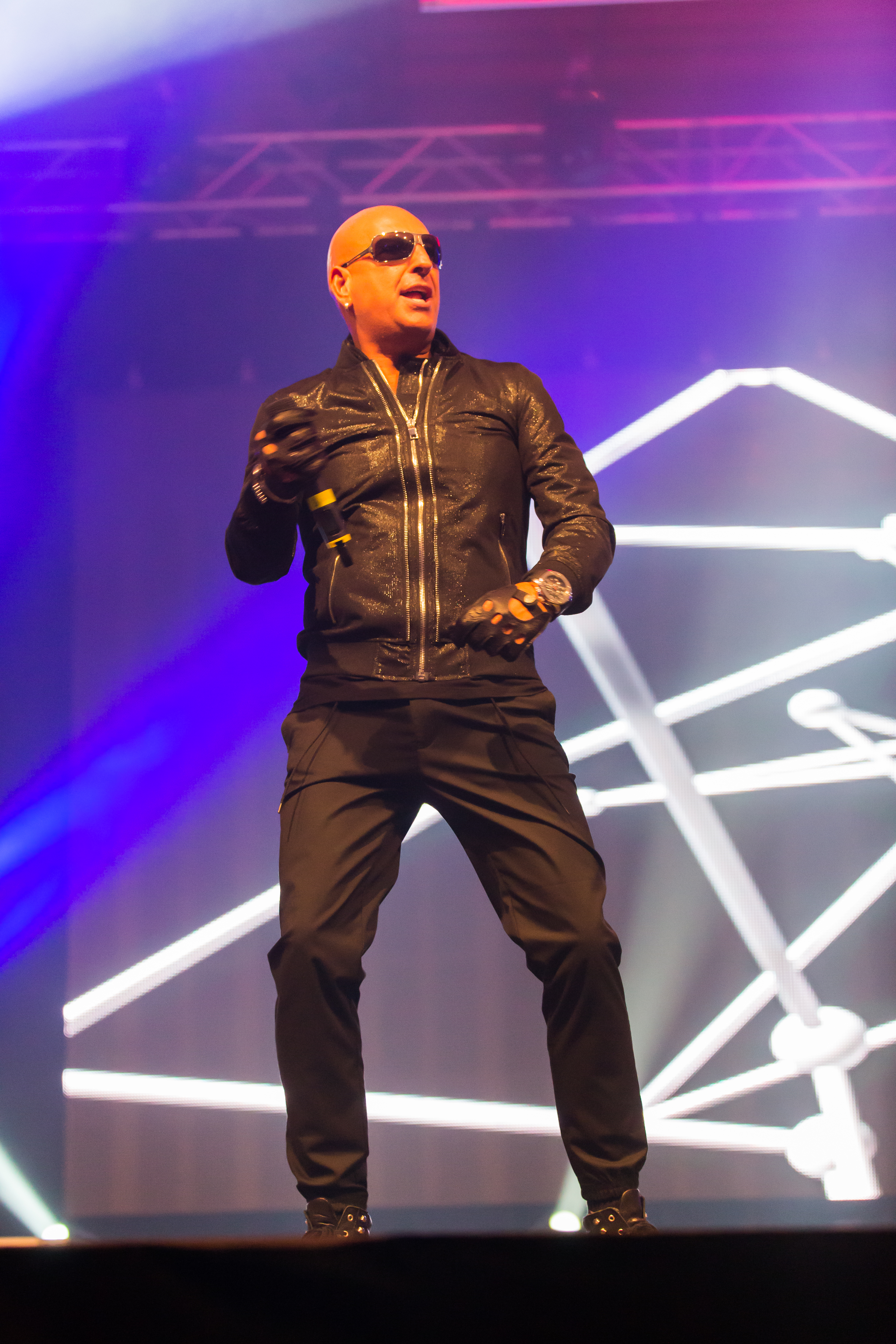
Klubbingman (* 1964)

- Klüber, Ewald (1948–2014), deutscher Techniker, Präsident des Rhönklubs
- Klüber, Friedrich Adolf (1793–1858), deutscher Lokalpolitiker, Oberbürgermeister von Düsseldorf
- Klüber, Hans (1902–1981), deutscher Kommunalpolitiker (SPD), Oberbürgermeister und Kulturdezernent der Stadt Ludwigshafen
- Kluber, Hans Hug († 1578), Schweizer Porträtmaler, Zeichner und Restaurator
- Klüber, Harald von (1901–1978), deutscher Astronom
- Klüber, Hermann-Josef (* 1956), deutscher Jurist
- Klüber, Jens (* 1967), deutscher Filmeditor
- Klüber, Johann Ludwig (1762–1837), deutscher Rechtswissenschaftler und Publizist
- Klüber, Otto (1895–1953), deutscher Konteradmiral der Kriegsmarine
- Klüber, Paul (1904–1945), deutscher Maler
- Klüber, Robert von (1873–1919), deutscher Oberstleutnant der Reichswehr
- Klüber, Sabrina (* 1988), deutsche Sängerin, Schauspielerin und Musicaldarstellerin
- Klüber, Theodor (1905–1982), deutscher Unternehmer
- Klubertanz, Carl-Heinz (1892–1975), deutscher Schauspieler, Regisseur und Theaterintendant
- Klubertanz, Kyle (* 1985), US-amerikanischer Eishockeyspieler
- Klubertanz, Michael (* 1968), deutscher Komponist
- Klubien, Jørgen (* 1958), dänischer Sänger, Illustrator und Songwriter

### Kluc
- Klůc, Miroslav (1922–2012), tschechoslowakischer Eishockeyspieler und -trainer
- Klucevsek, Guy (1947–2025), US-amerikanischer Akkordeonist und Komponist
- Kluch, Waldemar (* 1958), deutscher Boxpromoter und Unternehmer
- Klücher, Albert (1847–1923), deutscher Architekt und Fachschuldirektor
- Kluchert, Gerhard (* 1949), deutscher Erziehungswissenschaftler
- Klüchtzner, Arthur von (1842–1912), deutsch-baltischer Gutsbesitzer und Politiker
- Klüchtzner, Karl Ludwig Ferdinand von (1736–1809), preußischer Generalmajor
- Klüchtzner, Wilko von (1877–1955), deutscher Verwaltungsjurist und Finanzminister in Thüringen
- Klučinová, Eliška (* 1988), tschechische Athletin
- Klucis, Gustavs (1895–1938), lettischer Fotograf und Künstler
- Kluck, Alexander von (1846–1934), preußischer Generaloberst und Oberbefehlshaber im Ersten WeltkriegAlexander von Kluck (1846–1934)

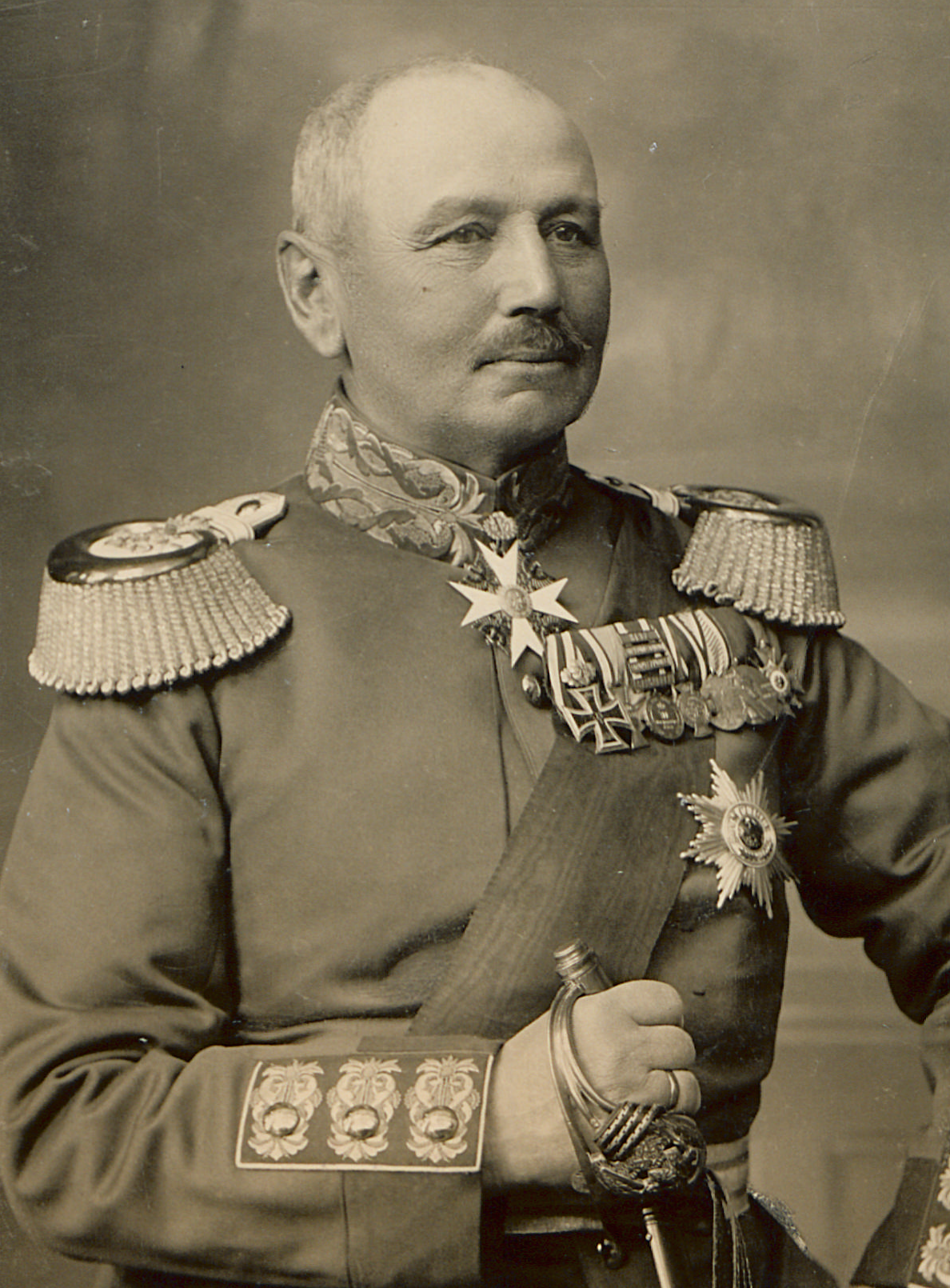
Alexander von Kluck (1846–1934)

- Klück, Günter (1915–1987), deutscher Komponist
- Kluck, Hagen (* 1943), deutscher Journalist und Politiker (FDP), MdL
- Kluck, Helmut (1894–1967), deutscher Mediziner, SS-Führer und Senator für Volksgesundheit der Freien Stadt Danzig (1933–1939)
- Kluck, Molino von (1911–1934), deutsche Schauspielerin
- Kluck, Oliver (* 1980), deutscher Schriftsteller und Dramatiker
- Klucke, Walther Gottfried (1899–1951), deutscher Schriftsteller
- Klucker, Christian (1853–1928), Schweizer Bergführer
- Kluckers, Arthur (* 2000), luxemburgischer Radrennfahrer
- Kluckert, Daniela (* 1980), deutsche Politikerin (FDP), MdBDaniela Kluckert (* 1980)

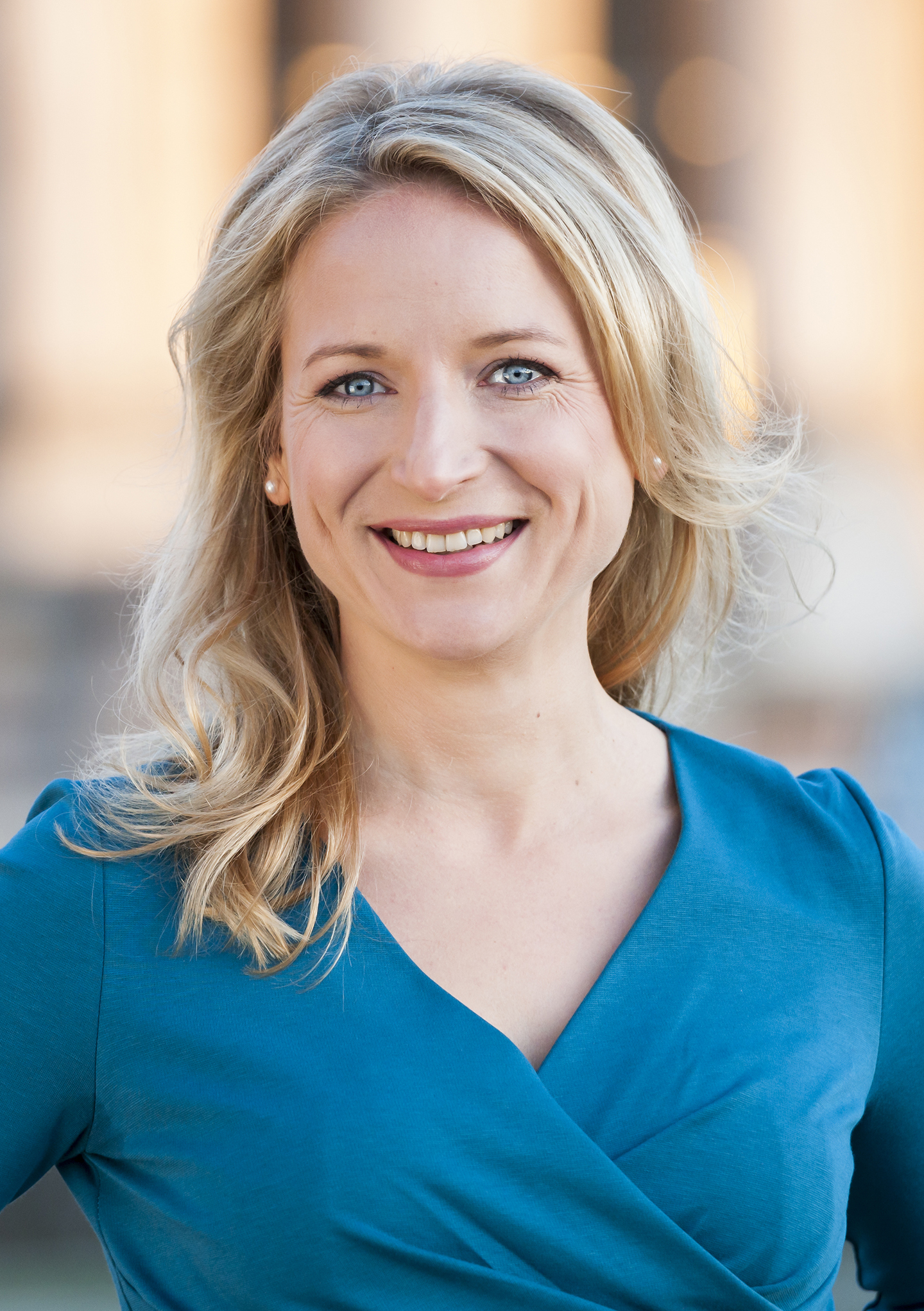
Daniela Kluckert (* 1980)

- Kluckert, Ehrenfried (* 1944), deutscher Kunsthistoriker
- Kluckert, Fabian (* 1991), deutscher Schauspieler, Synchronsprecher, Synchronregisseur und Dialogbuchautor
- Kluckert, Florian (* 1975), deutscher Politiker (FDP), MdA
- Kluckert, Jürgen (1943–2023), deutscher Schauspieler, Synchronsprecher, Hörbuch- und Hörspielsprecher
- Kluckert, Sebastian (* 1974), deutscher Politiker (FDP), MdA und Jurist
- Kluckert, Sebastian (* 1994), deutscher Synchronsprecher
- Kluckert, Tobias (* 1972), deutscher Schauspieler, Synchron- und HörspielsprecherTobias Kluckert (* 1972)

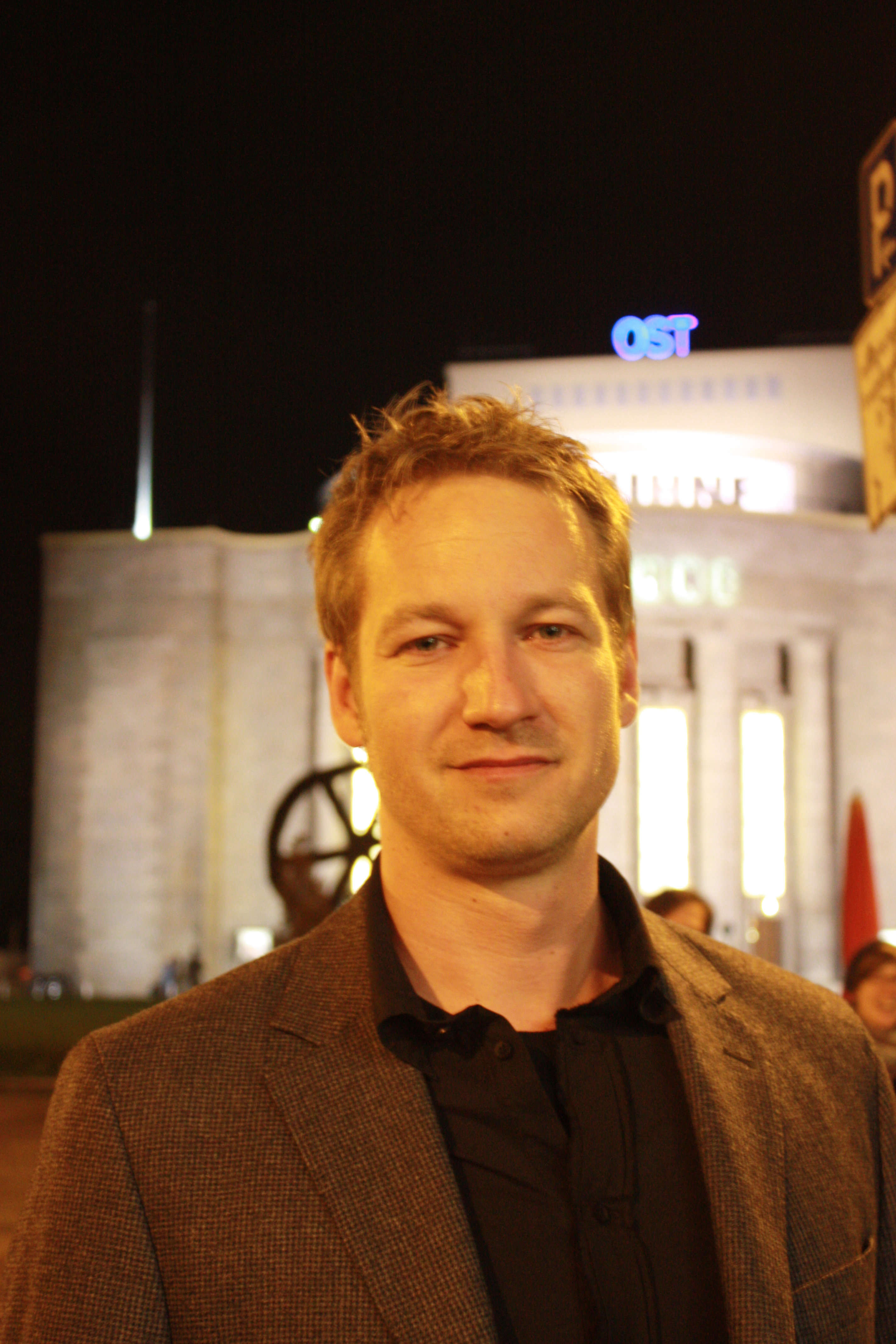
Tobias Kluckert (* 1972)

- Kluckhohn, August von (1832–1893), deutscher Historiker
- Kluckhohn, Clyde (1905–1960), amerikanischer Anthropologe
- Kluckhohn, Erwin (1914–1945), deutscher Kunsthistoriker
- Kluckhohn, Paul (1886–1957), deutscher Germanist und Literaturhistoriker
- Klucky, Josef (1806–1878), österreichischer Politiker
- Kluczek, Ireneusz (1940–2019), polnischer Sprinter
- Kluczka, Josef (1897–1966), deutscher Zahnarzt und Hochschullehrer
- Kluczynski, John C. (1896–1975), US-amerikanischer Politiker

### Klud
- Kludas, Arnold (1929–2023), deutscher Schifffahrtshistoriker und Bibliothekar
- Kluding, Jakob (1898–1983), deutscher Journalist und Politiker (CDU), Bürgermeister und MdL Saarland und Rheinland-Pfalz
- Kludský, Rudolf (1893–1960), österreichischer Zirkusdirektor

### Klue
- Kluenter, Rolf A. (* 1956), deutsch-chinesisch-nepalesischer Künstler, Regisseur, Fotograf und Hochschullehrer
- Klueting, Edeltraud (* 1951), deutsche Historikerin
- Klueting, Harm (* 1949), deutscher Historiker, Theologe und Hochschullehrer
- Kluetmeier, Heinz (1943–2025), US-amerikanischer Sportfotograf

### Kluf
- Klüfer, Kurt von (1869–1941), deutscher Offizier, Polizeioffizier und Militärschriftsteller
- Klüfers, Peter (* 1951), deutscher Hochschullehrer und Chemiker
- Kluft, Björn (* 1990), deutscher Fußballspieler
- Klüft, Carolina (* 1983), schwedische LeichtathletinCarolina Klüft (* 1983)

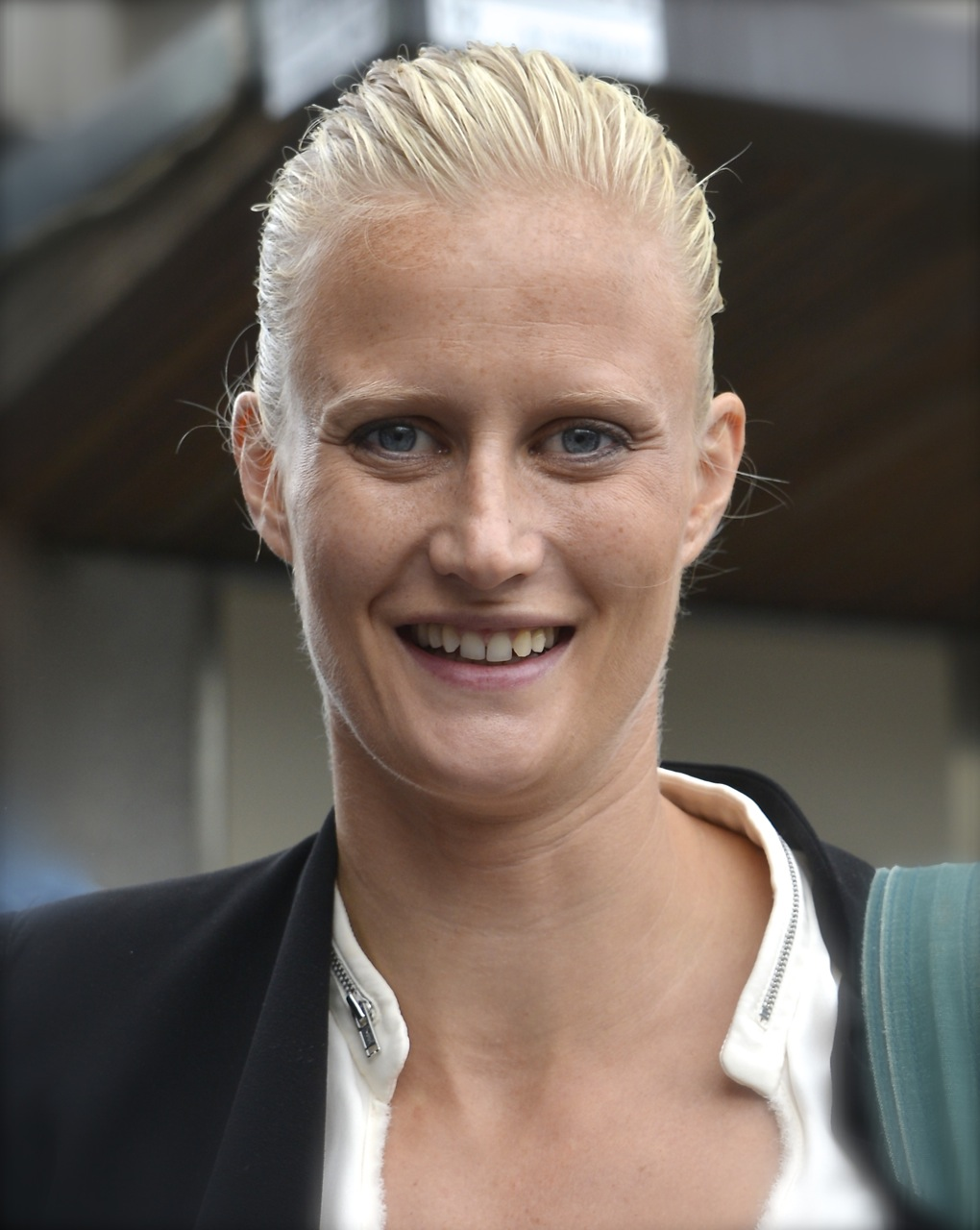
Carolina Klüft (* 1983)

- Klüft, Patrik (* 1977), schwedischer Leichtathlet

### Klug
- Klug, Aaron (1926–2018), britischer Biochemiker und Molekularbiologe
- Klug, Annette (* 1969), deutsche Florettfechterin
- Klug, Annick (* 1967), Schweizer Schauspielerin und Autorin
- Klug, Astrid (* 1968), deutsche Politikerin (SPD), MdB
- Klug, Bernd (1914–1976), deutscher Marineoffizier, zuletzt Flottillenadmiral der Bundesmarine
- Klug, Bernd (* 1934), deutscher Generalleutnant der Bundeswehr
- Klug, Brian, britischer Senior-Forschungsstipendiat und Lehrer für Philosophie (BA/MA)
- Klug, Chris (* 1972), US-amerikanischer Snowboarder
- Klug, Christina (* 1989), österreichische Popsängerin
- Klug, Clara (* 1994), deutsche Wintersportlerin
- Klug, David (1618–1688), deutscher lutherischer Theologe
- Klug, Eduard (1878–1946), deutscher Politiker
- Klug, Eduard (1901–1982), deutscher Arzt und SS-Hauptsturmführer
- Klug, Ekkehard (* 1956), deutscher Politiker (FDP), MdL, und Historiker
- Klug, Erich (1941–2011), deutscher Veterinärmediziner
- Klug, Friedrich (1908–1943), deutscher Buchhalter, Widerstandskämpfer und politisch Verfolgter des NS-Regimes
- Klug, Frigyes (1887–1962), ungarischer Fußballschiedsrichter und -funktionär
- Klug, Gabriele C. (* 1955), deutsche Politikerin (Bündnis 90/Die Grünen)
- Klug, Georgina (* 1984), argentinische Volleyball- und Beachvolleyballspielerin
- Klug, Gerald (* 1968), österreichischer Gewerkschaftsfunktionär und Politiker (SPÖ), Abgeordneter zum Nationalrat, Mitglied des BundesratesGerald Klug (* 1968)

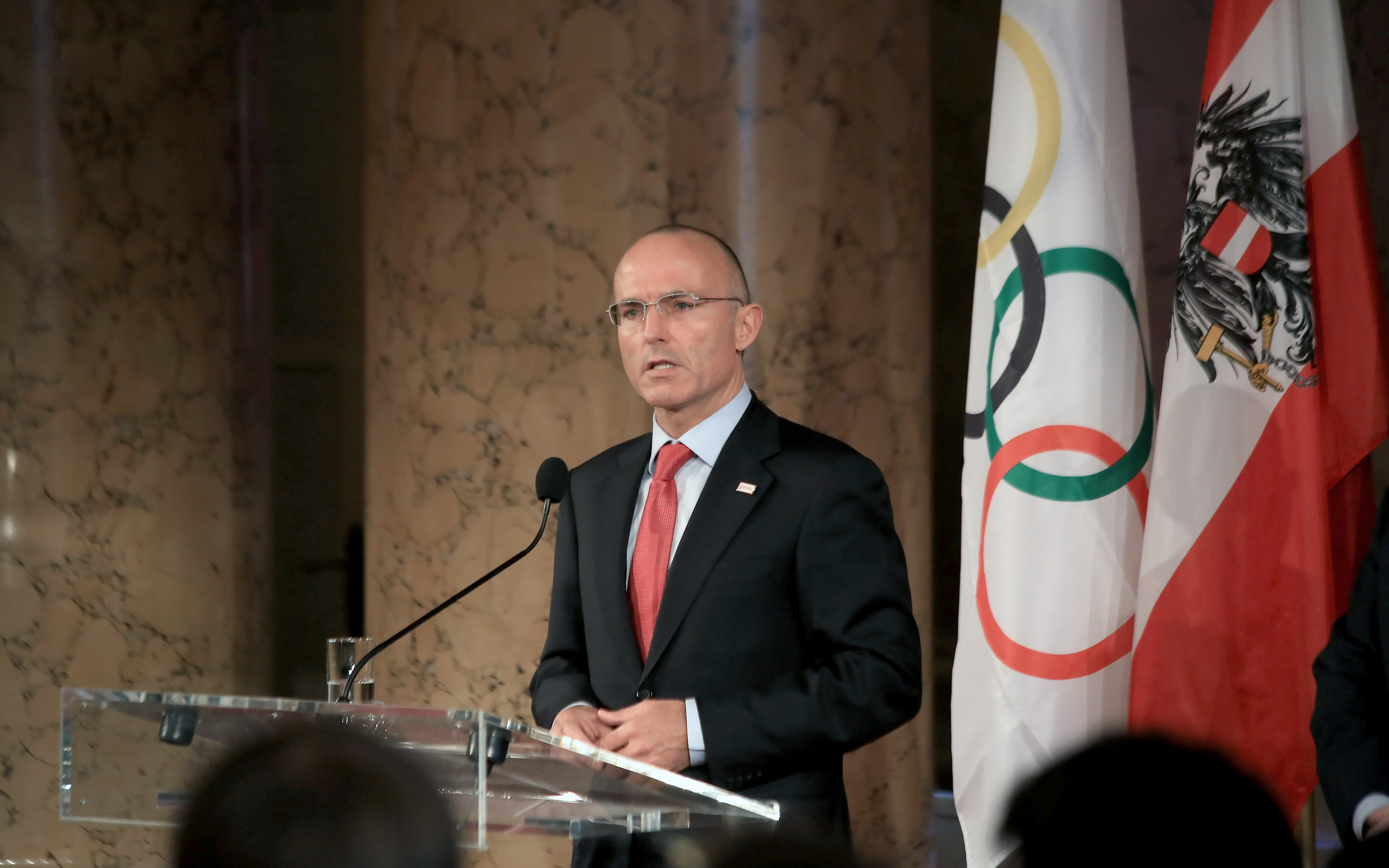
Gerald Klug (* 1968)

- Klug, Gereon (* 1969), deutscher Autor, Werbetexter, DJ, Journalist und Tourmanager
- Klug, Hanns Joachim (1928–2013), deutscher bildender Künstler mit biblisch-kirchlichen Motiven
- Klug, Hartmut (1928–2019), deutscher Komponist, Dirigent, Pianist und Hochschullehrer
- Klug, Hedi (1932–2003), tschechische Operetten-, Opern- und Konzertsängerin (Sopran)
- Klug, Heinrich (1837–1912), Bürgermeister von Lübeck
- Klug, Heinz (* 1933), deutscher Geograph
- Klug, Heinz (* 1957), südafrikanischer Jurist
- Klug, Helmut (1921–1981), deutscher Schachkomponist und -organisator
- Klug, Hillary (* 1992), Musikerin
- Klug, Ignaz (1877–1929), deutscher Theologe
- Klug, Johann Christoph Friedrich (1775–1856), deutscher Arzt und Entomologe
- Klug, Johanna (* 1998), deutsche Basketballspielerin
- Klug, Joseph († 1552), deutscher Buchdrucker während der Reformationszeit
- Klug, Karl (1799–1872), deutscher evangelischer Pastor und Historiker
- Klug, Karl (1925–1971), deutscher Fußballspieler
- Klug, Karl (* 1988), US-amerikanischer American-Football-Spieler
- Klug, Kiara (* 2003), deutsche Gewichtheberin
- Klug, Lili (* 1876), österreichisch-deutsche Theaterschauspielerin
- Klug, Lipót (1854–1944), ungarischer Mathematiker
- Klug, Markus (* 1976), deutscher Trainer im GaloppsportMarkus Klug (* 1976)

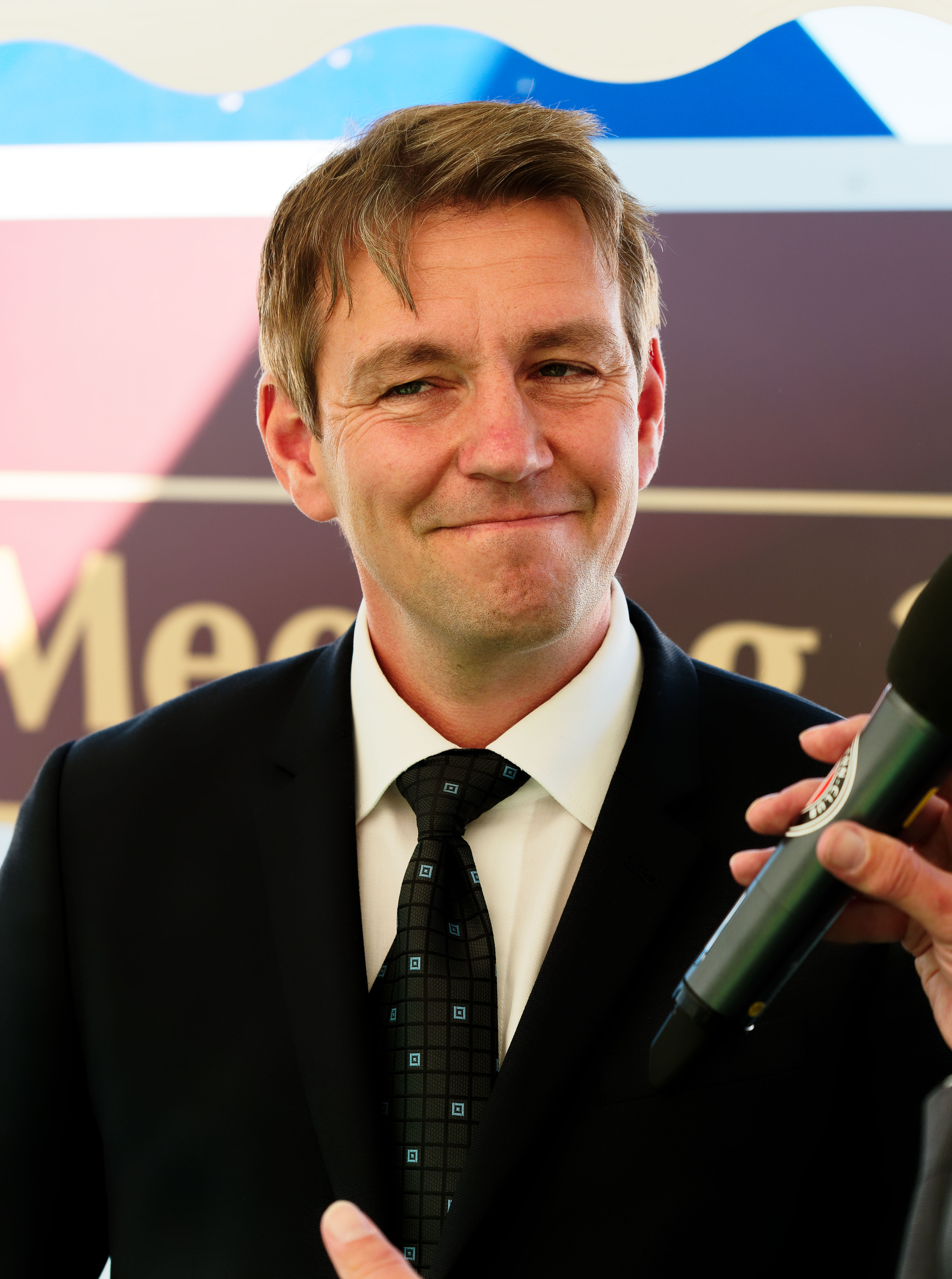
Markus Klug (* 1976)

- Klug, Melchior, deutscher Steinhauer
- Klug, Oskar (1902–1987), deutscher Wirtschaftswissenschaftler
- Klug, Rainer (* 1938), deutscher römisch-katholischer Geistlicher und emeritierter Weihbischof in Freiburg
- Klug, Ria (* 1955), deutsche Autorin
- Klug, Rudolf (1865–1950), österreichischer Forstrat
- Klug, Rudolf (1905–1944), deutscher kommunistischer Pädagoge, Widerstandskämpfer gegen den Nationalsozialismus und NS-Opfer
- Klug, Saskia (* 1979), deutsche Juristin und Richterin am Bundessozialgericht
- Klug, Scott L. (* 1953), US-amerikanischer Politiker
- Klug, Simon (1871–1945), österreichischer Politiker (CSP), Abgeordneter zum Nationalrat
- Klug, Siri (* 1972), österreichische Kamerafrau
- Klug, Thomas (* 1966), deutscher Fernsehmoderator und Nachrichtensprecher
- Klug, Ubald (1932–2018), Schweizer Innenarchitekt, Designer und Ausstellungsgestalter
- Klug, Udo (1928–2000), deutscher Fußballspieler, -trainer und -manager
- Klug, Ulrich (1913–1993), deutscher Jurist, Hochschullehrer und Politiker (FDP)
- Kluge, Alexander (* 1932), deutscher Filmemacher, Schriftsteller und DrehbuchautorAlexander Kluge (* 1932)

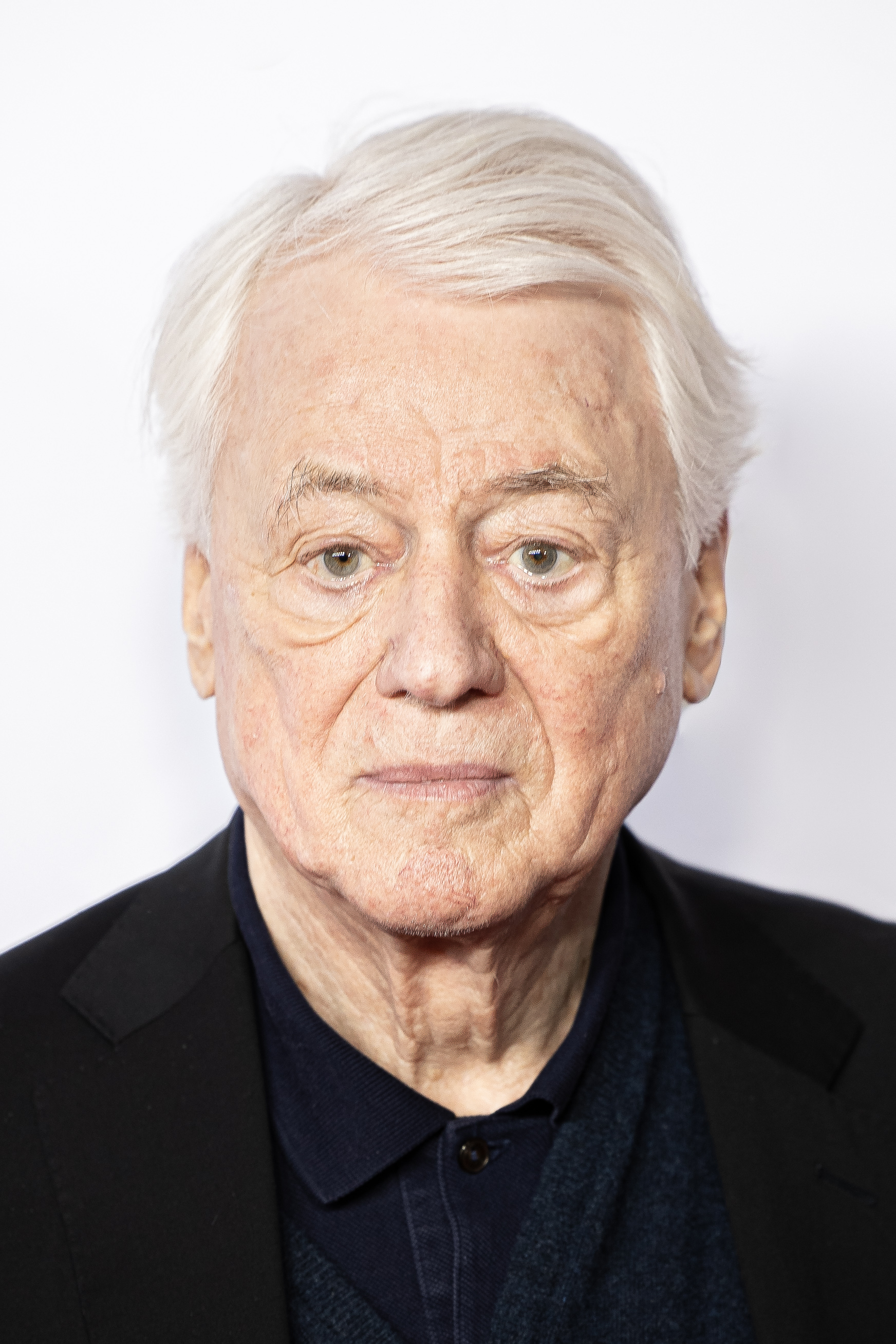
Alexander Kluge (* 1932)

- Kluge, Alexandra (1937–2017), deutsche Ärztin und Schauspielerin
- Kluge, André (* 1959), deutscher Radrennfahrer
- Kluge, Anja (* 1964), deutsche Ruderin beim Verein SC Berlin-Grünau
- Kluge, Annette (* 1967), deutsche Wirtschaftspsychologin
- Kluge, Anselm (* 1950), deutscher Musiker, Komponist, Produzent und Dozent
- Kluge, Arnd (* 1961), deutscher Historiker und Archivar
- Kluge, Arndt (1942–2008), deutscher Leichtathlet
- Kluge, Arne (* 1969), deutscher Biathlet, Skilangläufer, Skitechniker beim DSV
- Kluge, Arnold G. (* 1935), US-amerikanischer Herpetologe und Hochschullehrer
- Kluge, Bernd (* 1949), deutscher Numismatiker
- Kluge, Christian Gottlieb der Ältere (1699–1759), deutscher evangelischer Theologe
- Kluge, Christian Gottlieb der Jüngere (1742–1824), deutscher evangelischer Theologe und Pädagoge
- Kluge, Dietrich, deutscher Filmproduzent
- Kluge, Edmut (1933–2019), deutscher Mundartautor
- Kluge, Ewald (1909–1964), deutscher Motorradrennfahrer
- Kluge, Friedrich (1856–1926), deutscher SprachwissenschaftlerFriedrich Kluge (1856–1926)

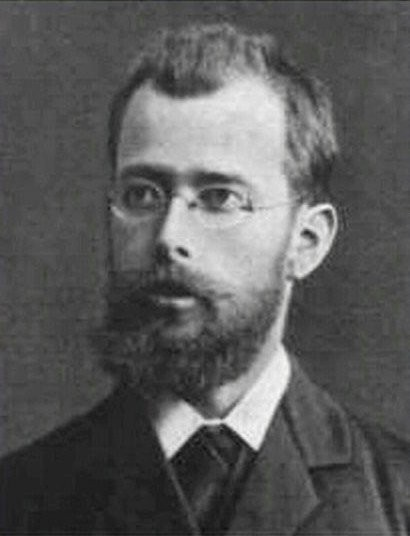
Friedrich Kluge (1856–1926)

- Kluge, Friedrich Johannes (1891–1968), deutscher Jurist und Ministerialbeamter
- Kluge, Gabriele (* 1949), deutsche Sängerin
- Kluge, Gerhard (1934–2011), deutscher Physiker
- Kluge, Gerhard (* 1935), deutscher Germanist und Hochschullehrer in den Niederlanden
- Kluge, Günter (* 1938), deutscher Fußballspieler
- Kluge, Günther von (1882–1944), deutscher Generalfeldmarschall im Zweiten WeltkriegGünther von Kluge (1882–1944)

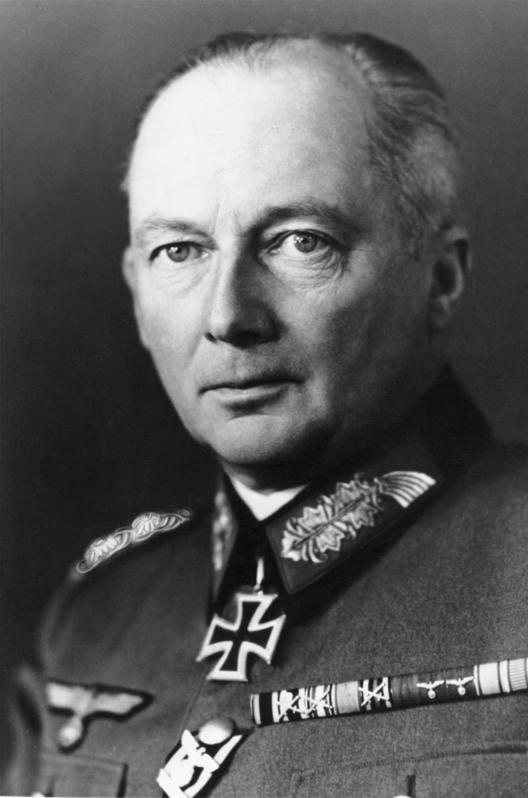
Günther von Kluge (1882–1944)

- Kluge, Gustav (* 1947), deutscher Maler, Grafiker und Hochschullehrer
- Kluge, Hans (* 1968), belgischer Arzt
- Kluge, Hans-Georg (* 1953), deutscher Jurist und Politiker (CDU)
- Kluge, Hansjoachim (* 1910), deutscher Künstler
- Kluge, Heinz (1921–2001), deutscher Handballspieler
- Kluge, Heinz (1924–2014), deutscher Politiker (SED), OB von Cottbus
- Kluge, Heinz (* 1938), deutscher Biathlet
- Kluge, Heinz-Jürgen (* 1941), deutscher Physiker
- Kluge, Hermann (1832–1914), deutscher Schriftsteller, Bibliothekar und Lehrer
- Kluge, Hermann (1891–1947), deutscher Politiker (NSDAP)
- Kluge, Hermann Otto (1818–1882), deutscher Turner und Turnpädagoge
- Kluge, Iris von (* 1965), deutsche Schauspielerin und Synchronsprecherin
- Kluge, Jerker (* 1974), deutscher Jazzmusiker (Kontrabass, Komposition, Orchesterleitung)
- Kluge, Johann Daniel (1701–1768), deutscher lutherischer Theologe und Hymnologe
- Kluge, John (1914–2010), deutsch-US-amerikanischer Geschäftsmann
- Kluge, Jürgen (* 1939), deutscher Wasserballspieler
- Kluge, Jürgen (* 1953), deutscher Unternehmensberater
- Kluge, Karl (1925–2010), deutscher Leichtathlet
- Kluge, Karl-Heinrich (1915–2005), deutscher Maler und Grafiker
- Kluge, Karl-Heinz (1929–2005), deutscher Fußballtrainer (DDR)
- Kluge, Karl-Josef (* 1933), deutscher Erziehungswissenschaftler und Hochschullehrer
- Kluge, Karlheinz (* 1951), deutscher Schriftsteller und Buchhändler
- Kluge, Klaus-Jürgen (1948–1969), deutsches Todesopfer der Berliner Mauer
- Kluge, Kurt (1886–1940), deutscher Schriftsteller
- Kluge, Laura (* 1996), deutsche Eishockeyspielerin
- Kluge, Manfred (1928–1971), deutscher Komponist und Kirchenmusiker
- Kluge, Martin (* 1968), deutscher Schauspieler
- Kluge, Mathias Franc (* 1980), deutscher Historiker
- Kluge, Max (* 2001), deutscher Schauspieler
- Kluge, Max von (1856–1934), preußischer Generalleutnant
- Kluge, Mike (* 1962), deutscher RadrennfahrerMike Kluge (* 1962)

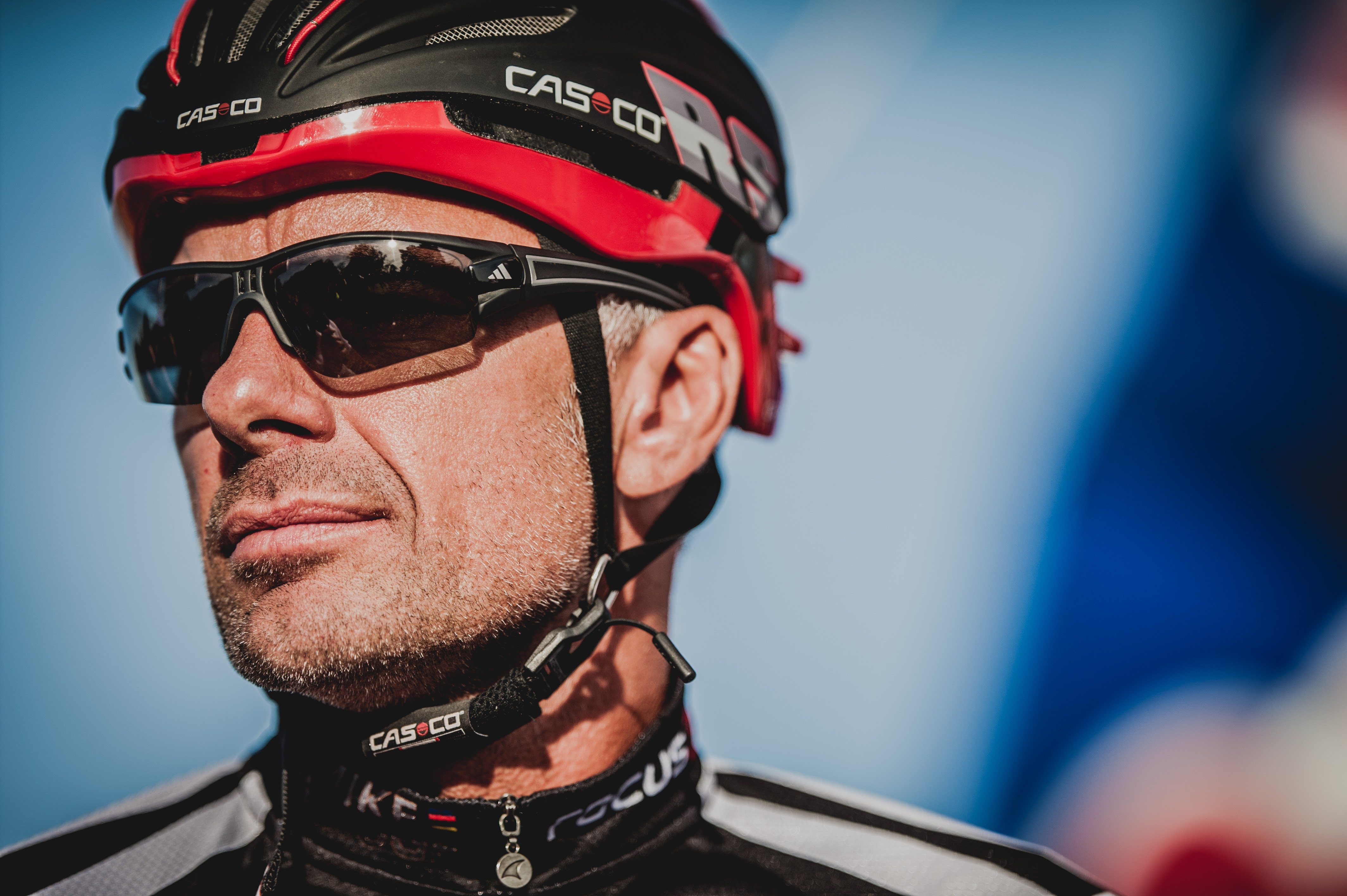
Mike Kluge (* 1962)

- Kluge, Norbert (1935–2022), deutscher Pädagoge und Sexualforscher
- Kluge, Norbert (* 1955), deutscher Gewerkschafter und Sozialwissenschaftler
- Kluge, Oliver (* 1969), deutscher Kirchenmusiker
- Kluge, Peer (* 1980), deutscher Fußballspieler
- Kluge, Reinhard (* 1933), deutscher Archivar und Historiker
- Kluge, Reinhard, deutscher Mathematiker und Hochschullehrer
- Kluge, Roger (* 1986), deutscher Radrennfahrer
- Kluge, Roland (* 1944), deutscher Internist und Autor
- Kluge, Rolf-Dieter (1937–2024), deutscher Literaturwissenschaftler und Slawist
- Kluge, Rudolf (* 1889), deutscher Verwaltungsjurist und Politiker (NSDAP)
- Kluge, Sophie (* 1983), deutsche Regisseurin, Drehbuchautorin und Filmproduzentin
- Kluge, Stefan (* 1968), deutscher Mediziner
- Kluge, Steffen (* 1964), deutscher Künstler und Fotograf
- Kluge, Thomas (* 1948), deutscher Sozialwissenschaftler und Umweltforscher
- Kluge, Thomas (* 1966), deutscher Fußballspieler
- Kluge, Ulrich (* 1935), deutscher Wirtschafts- und Sozialhistoriker
- Kluge, Volker (* 1944), deutscher Sportjournalist und DDR-SportfunktionärVolker Kluge (* 1944)

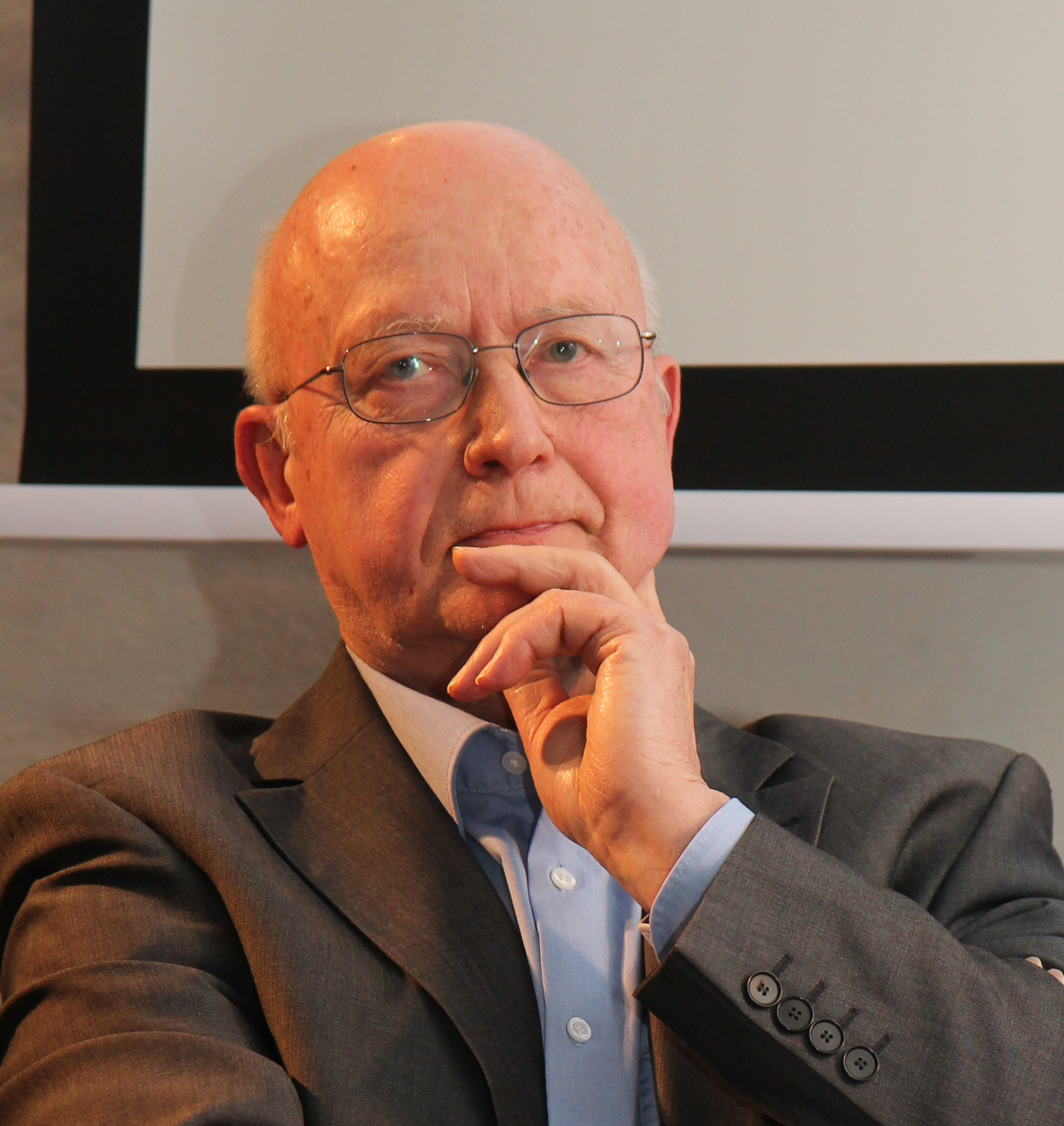
Volker Kluge (* 1944)

- Kluge, Waldemar (1904–1978), deutscher Amtsleiter und Politiker (GB/BHE, SPD)
- Kluge, Willy, deutscher Politiker (NSDAP) und Baumeister
- Kluge, Wolfgang von (1892–1976), deutscher Generalleutnant im Zweiten Weltkrieg
- Kluge-Fülscher, Charlotte (1929–1998), Schweizer Malerin und Graphikerin
- Kluge-Paustian, Susanne (* 1966), deutsche Journalistin, Moderatorin und Reporterin
- Klügel, Eberhard (1901–1966), deutscher lutherischer Theologe und Kirchenhistoriker
- Klügel, Ernst Gottfried Christian (1737–1819), deutscher Rechtswissenschaftler
- Klügel, Georg Simon (1739–1812), deutscher Mathematiker und Physiker
- Klügel, Gottlob Christian (1712–1794), deutscher Jurist
- Klügel, Hans-Uwe (* 1960), deutscher Schauspieler und Hörspielsprecher
- Klügel, Johann Gotthilf, kursächsischer Bergkommissar
- Klügel, Josef (1745–1812), österreichischer Orgelbauer
- Klügel, Reinhold (1878–1965), deutscher Arbeitersekretär und Kommunalpolitiker
- Kluger, Florian (* 1980), deutscher katholischer Theologe und Manager
- Klüger, Frank (* 1944), deutscher Klarinettist, Komponist
- Kluger, Gyula (1914–1994), ungarischer Schachspieler
- Kluger, Heribert (1881–1945), österreichischer Deutschordenspriester, NS-Opfer
- Kluger, Irv (1921–2006), US-amerikanischer Jazz-Schlagzeuger
- Kluger, Jeffrey (* 1954), US-amerikanischer Journalist
- Kluger, Jerzy (1921–2011), polnischer jüdischer Geschäftsmann, Freund von Papst Johannes Paul II.
- Kluger, Martin (1948–2021), deutscher Schriftsteller und Drehbuchautor
- Kluger, Martin (* 1957), deutscher Sachbuchautor sowie Mitbegründer und Leiter des context verlags Augsburg
- Kluger, Patrick Johannes (1946–2021), deutscher Orthopäde, Paraplegiologe und Erfinder
- Kluger, Rudolf (1935–1984), deutscher Politiker (CSU), MdL
- Klüger, Ruth (1931–2020), austroamerikanische Literaturwissenschaftlerin und Schriftstellerin und eine Überlebende des HolocaustRuth Klüger (1931–2020)

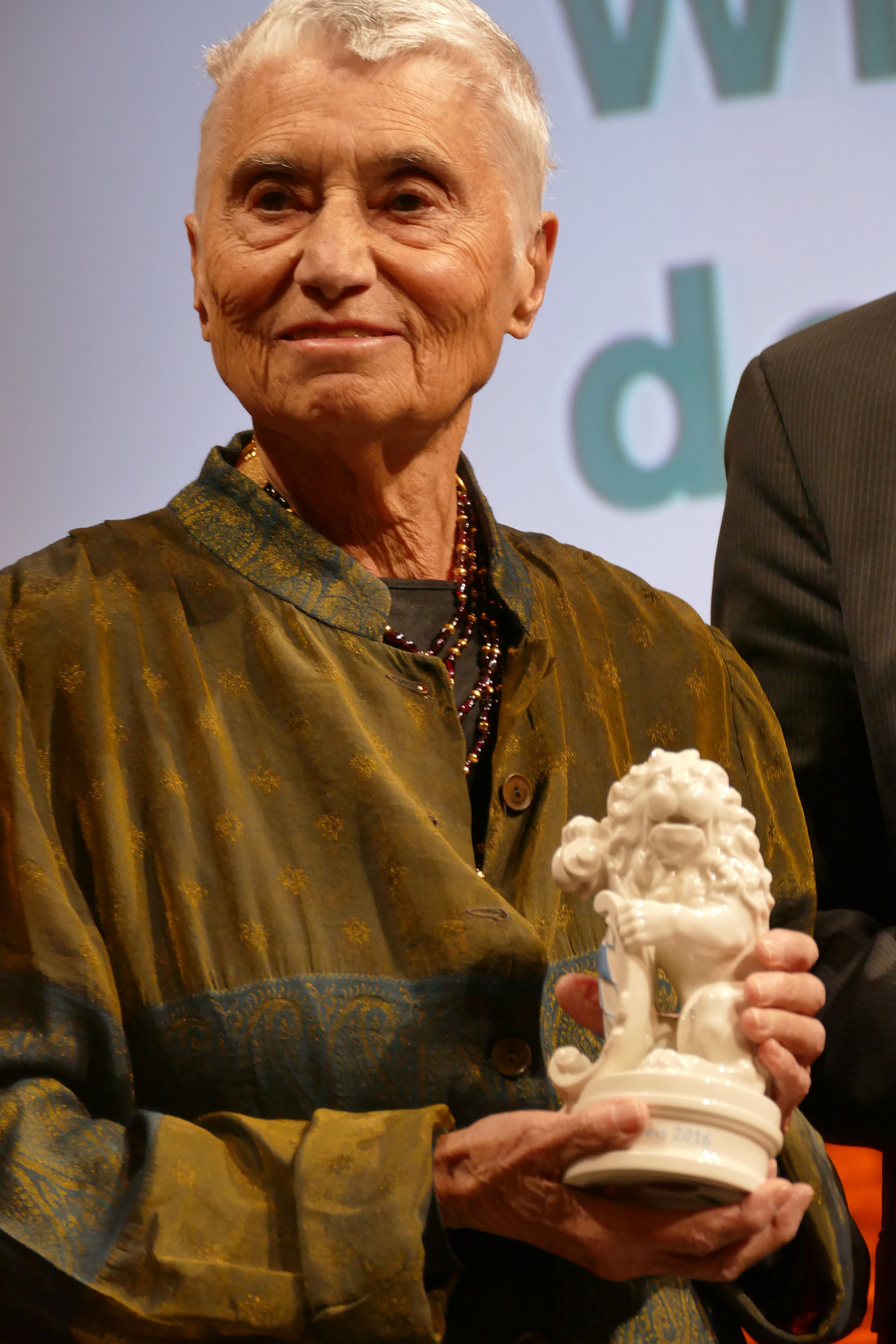
Ruth Klüger (1931–2020)

- Kluger, Szymon (1925–2000), letzter Jude in Oświęcim
- Klüger-Aliav, Ruth (1910–1980), ukrainisch-israelische Zionistin und Geheimdienst-Agentin
- Klugh, Earl, US-amerikanischer Fusion-Gitarrist
- Klugh, Garrett (* 1974), US-amerikanischer Ruderer
- Klughammer, Alois (1913–1973), deutscher Politiker (CSU), MdL
- Klughardt, Adolf (1886–1950), deutscher Zahnmediziner, Naturwissenschaftler, Hochschullehrer und Geologe
- Klughardt, August (1847–1902), deutscher Komponist und Dirigent
- Klughardt, August (1887–1970), deutscher Farbwissenschaftler und Hochschullehrer
- Klugkist Hesse, Hermann (1884–1949), deutscher reformierter Theologe und Kirchenhistoriker
- Klugkist, Daniel (1748–1814), Bremer Senator und Bürgermeister
- Klugkist, Henricus (1681–1748), deutscher reformierter Theologe
- Klugkist, Hermann (1905–1986), deutscher Viehzüchter
- Klugkist, Hieronymus (1711–1773), Bremer Bürgermeister
- Klugkist, Hieronymus (1778–1851), deutscher Politiker, Bremer Senator und Kunstmäzen
- Klügl, Michael (* 1954), deutscher Intendant und Musikwissenschaftler
- Klüglein, Erwin (1936–2020), deutscher Jurist, Richter am Bundessozialgericht a.D.
- Klüglein, Haide (1939–2020), deutsche Schwimmerin
- Klugman, Hannah (* 2009), britische Tennisspielerin
- Klugman, Jack (1922–2012), US-amerikanischer Film- und FernsehschauspielerJack Klugman (1922–2012)

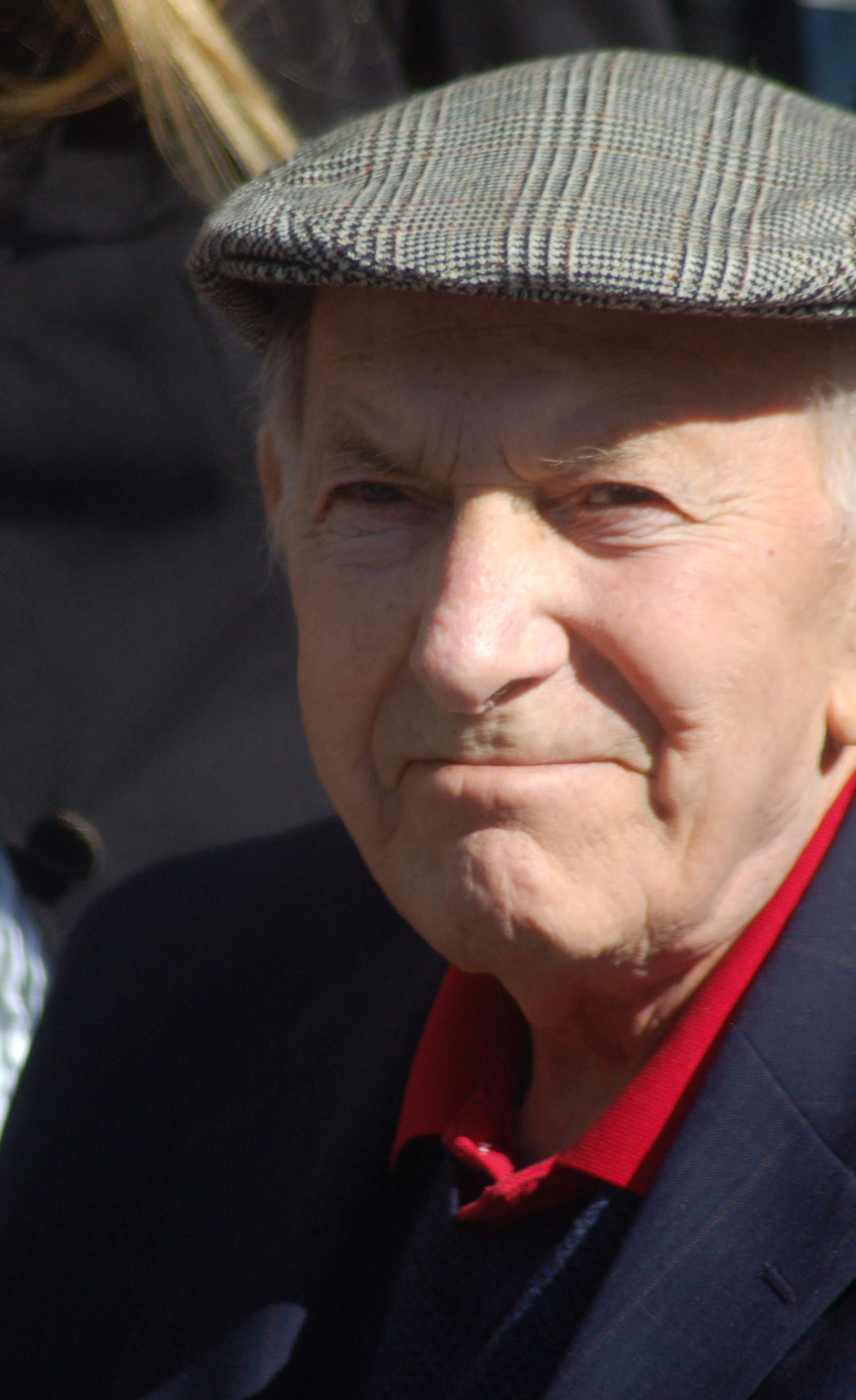
Jack Klugman (1922–2012)

- Klügmann, Adolf (1837–1880), deutscher Klassischer Archäologe und Numismatiker
- Klugmann, Harry (1940–2023), deutscher Vielseitigkeitsreiter
- Klügmann, Karl Peter (1835–1915), deutscher Politiker (NLP), MdR und diplomatischer Vertreter der Hansestädte Bremen, Hamburg und Lübeck
- Klugmann, Norbert (* 1951), deutscher Journalist und Schriftsteller
- Klugmichel, Crispin (1584–1638), deutscher Philosoph
- Klugt, Cornelis van der (1925–2012), niederländischer Manager
- Klugt, Hugo (1879–1939), deutscher Bildhauer und Maler

### Kluh
- Klüh, Josef (* 1942), deutscher Unternehmer
- Klühs, Franz (1877–1938), deutscher Sozialdemokrat, Redakteur und Widerstandskämpfer gegen den Nationalsozialismus
- Klühs, Gertrud (1893–1976), deutsche Politikerin (SPD), Mitglied der Stadtverordnetenversammlung von Groß-Berlin
- Klühspies, Alfons (1899–1975), deutscher Maler
- Klühspies, Johannes, deutscher Geograph und Hochschullehrer
- Klühspies, Karl (1928–2023), deutscher Verkehrsplaner, Stadtplaner, Autor und Architekt
- Klühspies, Kurt (* 1952), deutscher Handballspieler

### Klui
- Kluibenschedl, Alois (1772–1864), Tiroler Freiheitskämpfer
- Kluibenschedl, Heinrich (1849–1929), österreichischer Maler und Restaurator
- Kluit, Adrian (1735–1807), niederländischer Pädagoge und Historiker
- Kluitman, Nel (1906–1990), niederländische Bildhauerin, Zeichnerin und Malerin
- Kluitmann, Andrea (* 1966), deutsche literarische Übersetzerin
- Kluivert, Justin (* 1999), niederländischer Fußballspieler
- Kluivert, Patrick (* 1976), niederländischer Fußballspieler und -trainerPatrick Kluivert (* 1976)

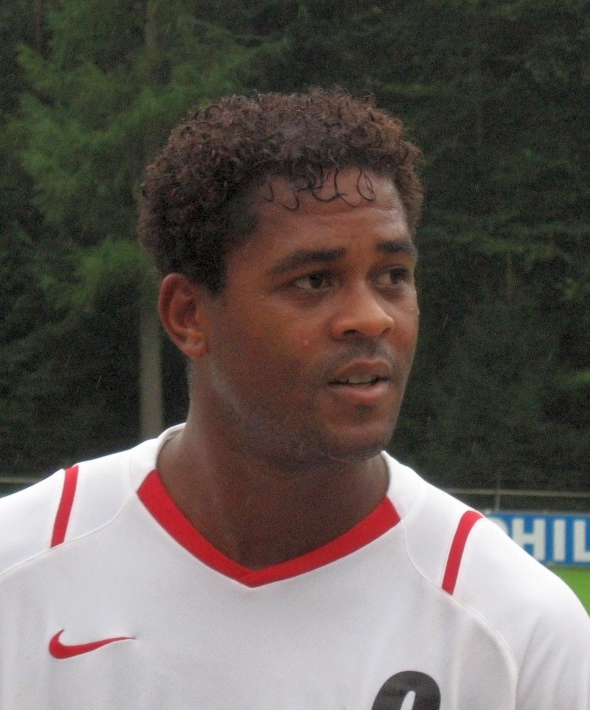
Patrick Kluivert (* 1976)

### Kluj
- Kluj, Jan (1910–1975), polnischer Radsportler und nationaler Meister im Radsport
- Kluj, Lech (1948–1994), polnischer  Radrennfahrer
- Klujber, Katrin (* 1999), ungarische Handballspielerin

### Kluk
- Klukay, Joe (1922–2006), kanadischer Eishockeyspieler
- Kluke, Paul (1908–1990), deutscher Historiker und politischer Publizist
- Klukowski, Józef (1894–1945), polnischer Bildhauer
- Klukowski, Michael (* 1981), kanadischer Fußballspieler
- Klukowski, Michał (* 1996), polnischer Bridgemeister
- Klukowski, Zygmunt (1885–1959), polnischer Arzt und Autor

### Klum
- Klum, Heidi (* 1973), deutsches Model und ModeratorinHeidi Klum (* 1973)

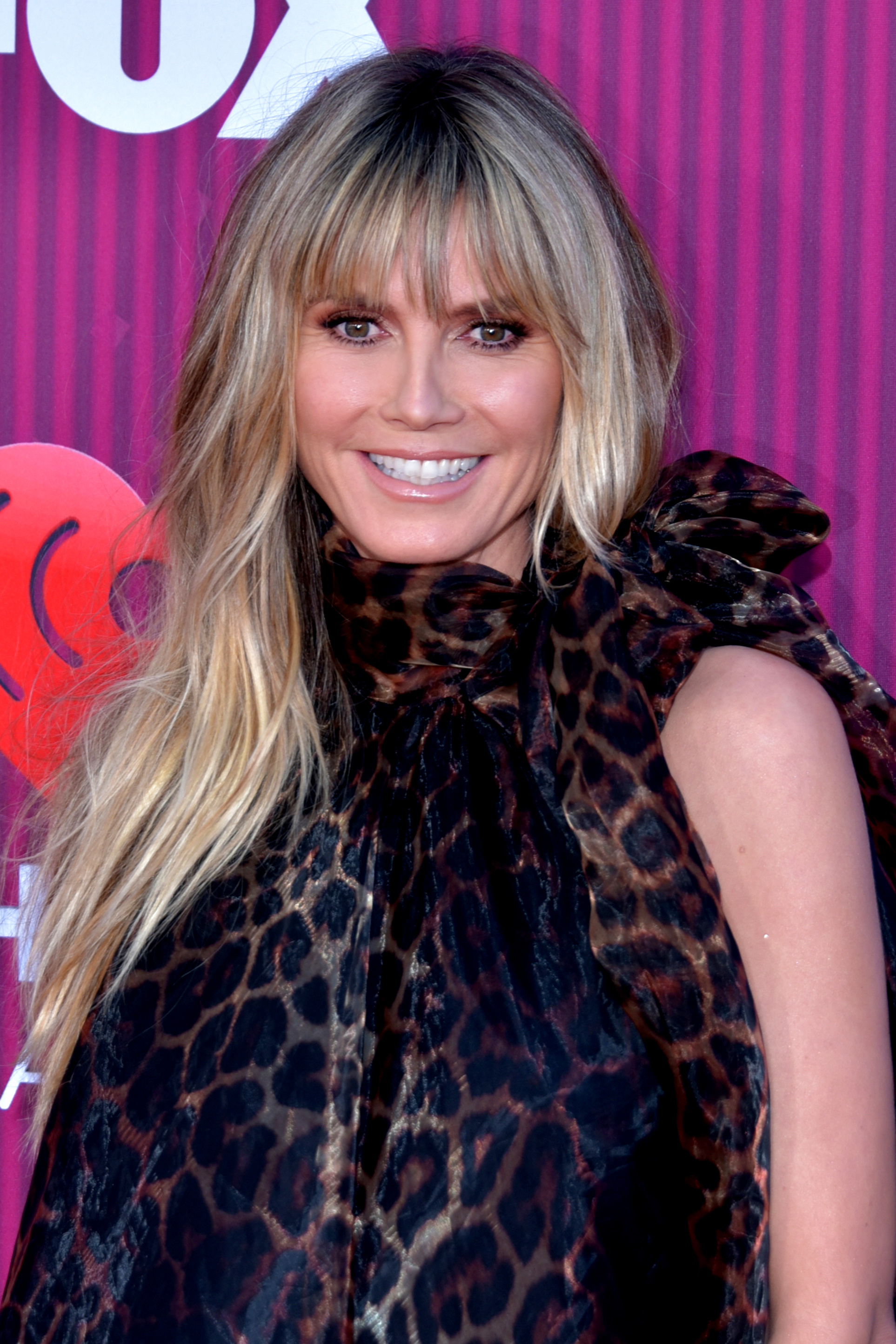
Heidi Klum (* 1973)

- Klum, Johanna (* 1980), deutsche Fernsehmoderatorin
- Klum, Leni (* 2004), deutsch-amerikanisches Model
- Klumb, Josef Maria (* 1962), deutscher Musiker
- Klumbach, Hans (1904–1992), deutscher Klassischer und Provinzialrömischer Archäologe
- Klumberg, Aleksander (1899–1958), estnischer Leichtathlet
- Klumberg, Wilhelm (1886–1942), deutschbaltischer Staats- und Wirtschaftswissenschaftler
- Klumbies, Gerhard (1919–2015), deutscher Internist und Psychotherapeut
- Klumbies, Heinrich (1905–1994), deutscher Maler
- Klumbies, Paul-Gerhard (* 1957), deutscher evangelischer Theologe (Neutestamentler)
- Klumbys, Egidijus (* 1952), litauischer Neurochirurg und Politiker
- Klumker, Christian Jasper (1868–1942), deutscher Sozialpädagoge
- Klumm, Friedrich (1895–1989), deutscher Landwirtschafts- und SS-Funktionär
- Klump, Andre (* 1968), deutscher Sprachwissenschaftler
- Klump, Andrea (* 1957), deutsche Terroristin
- Klump, Brigitte (1935–2023), deutsche Autorin
- Klump, Georg (* 1954), deutscher Biologe und Professor für Zoologie
- Klump, Helmut (1948–2015), deutscher Fußballspieler und -trainer
- Klump, Klages (1899–1972), deutscher Bauer, plattdeutscher Schriftsteller und Mundartautor
- Klump, Rainer (* 1958), deutscher Ökonom
- Klümpen, Robert (* 1973), deutscher Maler
- Klumpenhouwer, Henry, kanadischer Musikwissenschaftler
- Klümper, Armin (1935–2019), deutscher Sportmediziner
- Klumperbeek, Marius (* 1938), niederländischer Ruderer
- Klumpke, Anna Elizabeth (1856–1942), US-amerikanische MalerinAnna Elizabeth Klumpke (1856–1942)

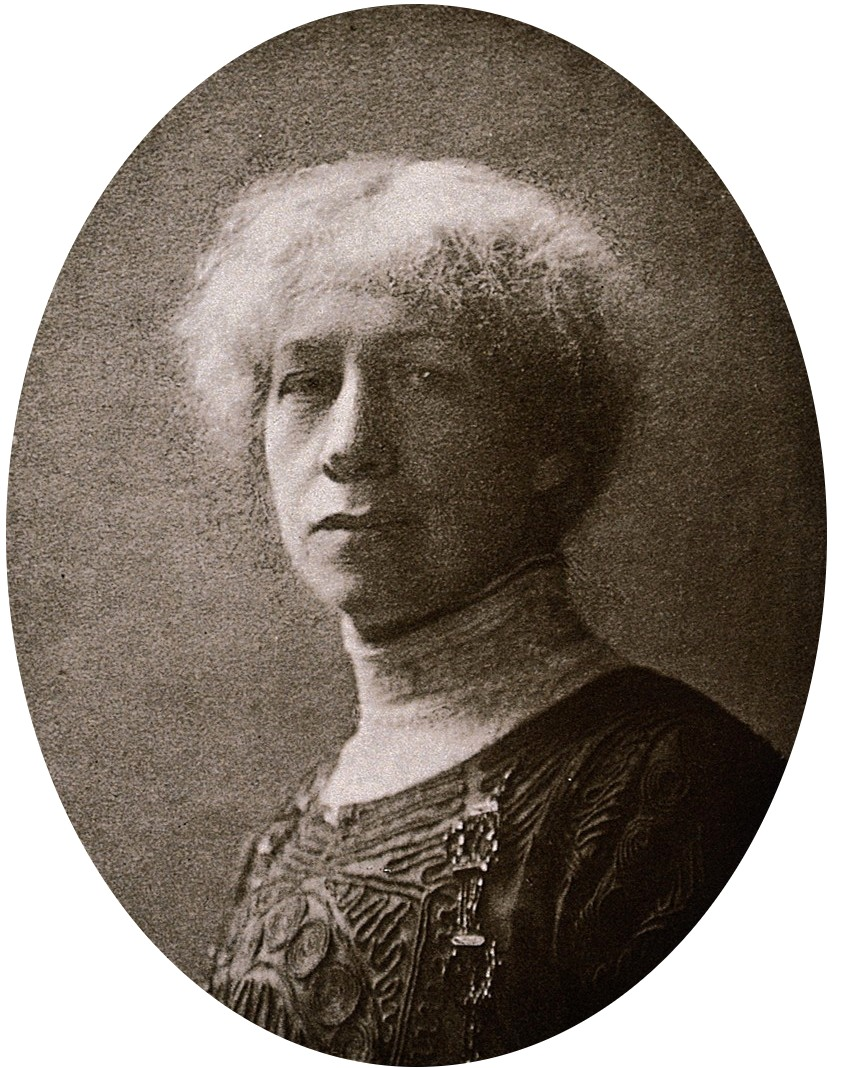
Anna Elizabeth Klumpke (1856–1942)

- Klumpke, Dorothea (1861–1942), US-amerikanische Astronomin
- Klumpp, Christiane (* 1976), deutsche Turnerin
- Klumpp, Dieter (1949–2021), deutscher Publizist, Erfinder und Politikberater
- Klumpp, Dieter (* 1955), deutscher Bildhauer
- Klumpp, Dietmar (* 1978), deutscher Fernsehjournalist, Autor und Redakteur
- Klumpp, Friedrich Wilhelm (1790–1868), deutscher Pädagoge
- Klumpp, Gottlieb (1829–1918), deutscher Waldbesitzer, Kaufmann und Politiker (NLP), MdR
- Klumpp, Heinrich (1875–1961), deutscher Verwaltungsjurist
- Klumpp, Hermann (1902–1987), deutscher Architekt und Kunstsammler
- Klumpp, Johannes, deutscher Fußballspieler
- Klumpp, Johannes (* 1980), deutscher Dirigent
- Klumpp, Katrin (* 1979), deutsche Fußballspielerin
- Klumpp, Martina (* 1960), deutsche Diplomatin
- Klumpp, Matthias (* 1968), deutscher Triathlet
- Klumpp, Oskar (1906–1973), deutscher Jurist und Politiker
- Klumpp, Steffen (1972–2024), deutscher Rechtswissenschaftler
- Klumpp, Thomas (* 1943), deutscher Architekt
- Klumpp, Werner (1928–2021), deutscher Politiker (FDP, DPS), MdL

### Klun
- Klun, Vinzenz (1823–1875), österreichisch-slowenischer Politiker, Historiker und Geograph
- Kluncker, Heinz (1925–2005), deutscher Gewerkschaftsfunktionär
- Klünder, Alexander Julius (1802–1875), estländischer Maler und Lithograph
- Klünder, Arnold (1909–1976), deutscher Maler, Grafiker und Keramiker
- Klünder, Barbara (1919–1988), deutsche Malerin und Keramikerin
- Klünder, Friederike (1776–1848), deutsche Wohltäterin und gesundheitliche Aufklärerin
- Klünder, Heinrich, deutscher Baumeister
- Klünder, Ingo (* 1942), deutscher Theater- und Fernsehschauspieler
- Klundert, Jacques van der (* 1938), niederländischer Radrennfahrer
- Klundt, Klaus (* 1941), deutscher Schachmeister
- Klundt, Michael (* 1973), deutscher Politikwissenschaftler und Kindheitsforscher
- Klune, T. J. (* 1982), US-amerikanischer SchriftstellerT. J. Klune (* 1982)

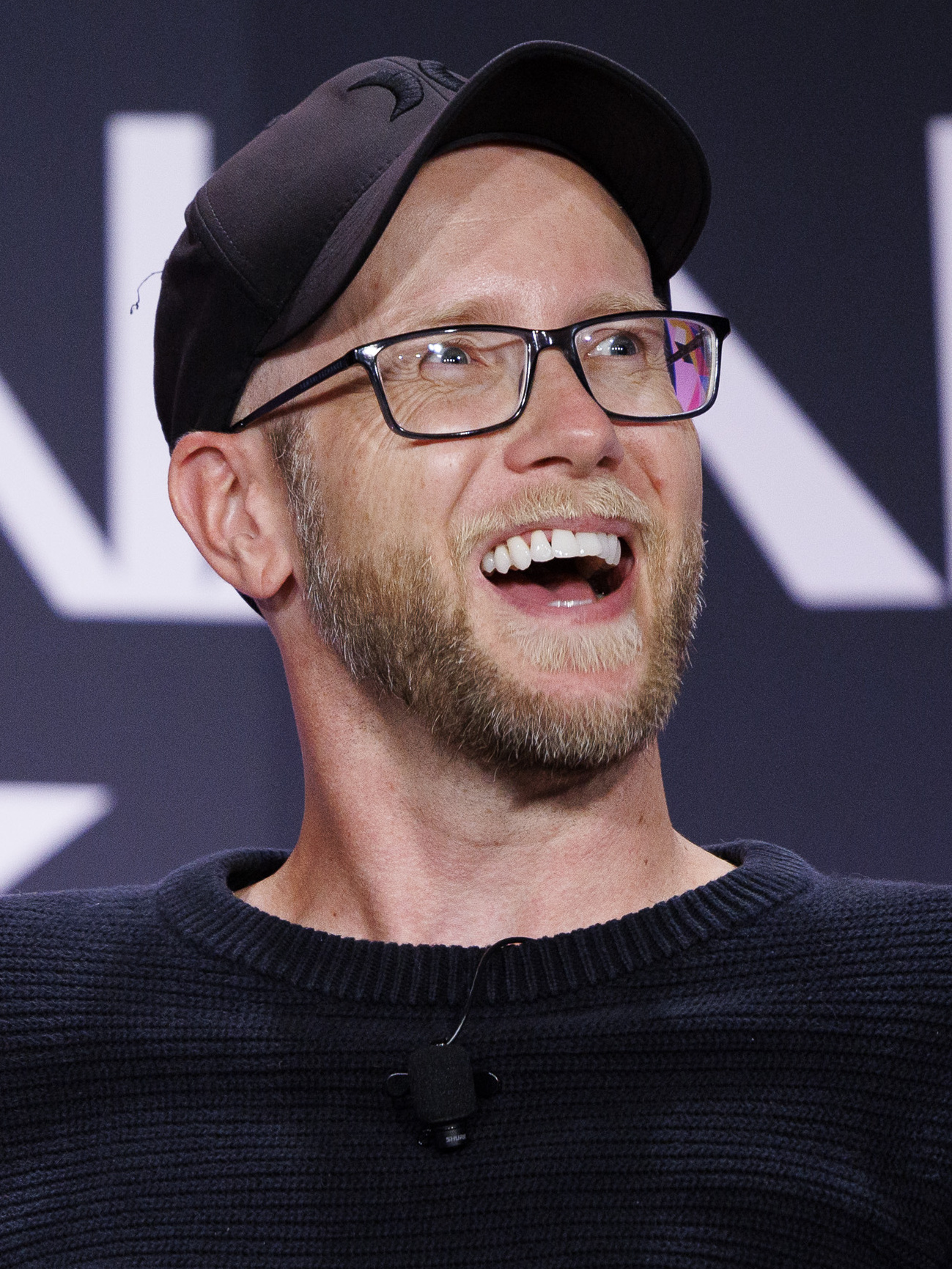
T. J. Klune (* 1982)

- Klüner, Thorsten (* 1969), deutscher Chemiker
- Klung, Otto (1893–1968), deutscher Medien-Kaufmann
- Klungland, Lisa Marie Ness (* 1994), norwegische Politikerin
- Klunker, Eberhard (* 1952), deutscher Fusion-Gitarrist und Komponist
- Klunker, Hans-Jürgen (* 1941), deutscher ehemaliger Radsportler der DDR
- Klunker, Heinz (1933–2022), deutscher Publizist und Theaterkritiker
- Klünker, Wolf-Ulrich (* 1955), deutscher Anthroposoph und Hochschullehrer
- Klünner, Hans-Werner (1928–1999), deutscher Heimatforscher
- Klünner, Lothar (1922–2012), deutscher Schriftsteller und literarischer Übersetzer
- Klünter, Lukas (* 1996), deutscher FußballspielerLukas Klünter (* 1996)

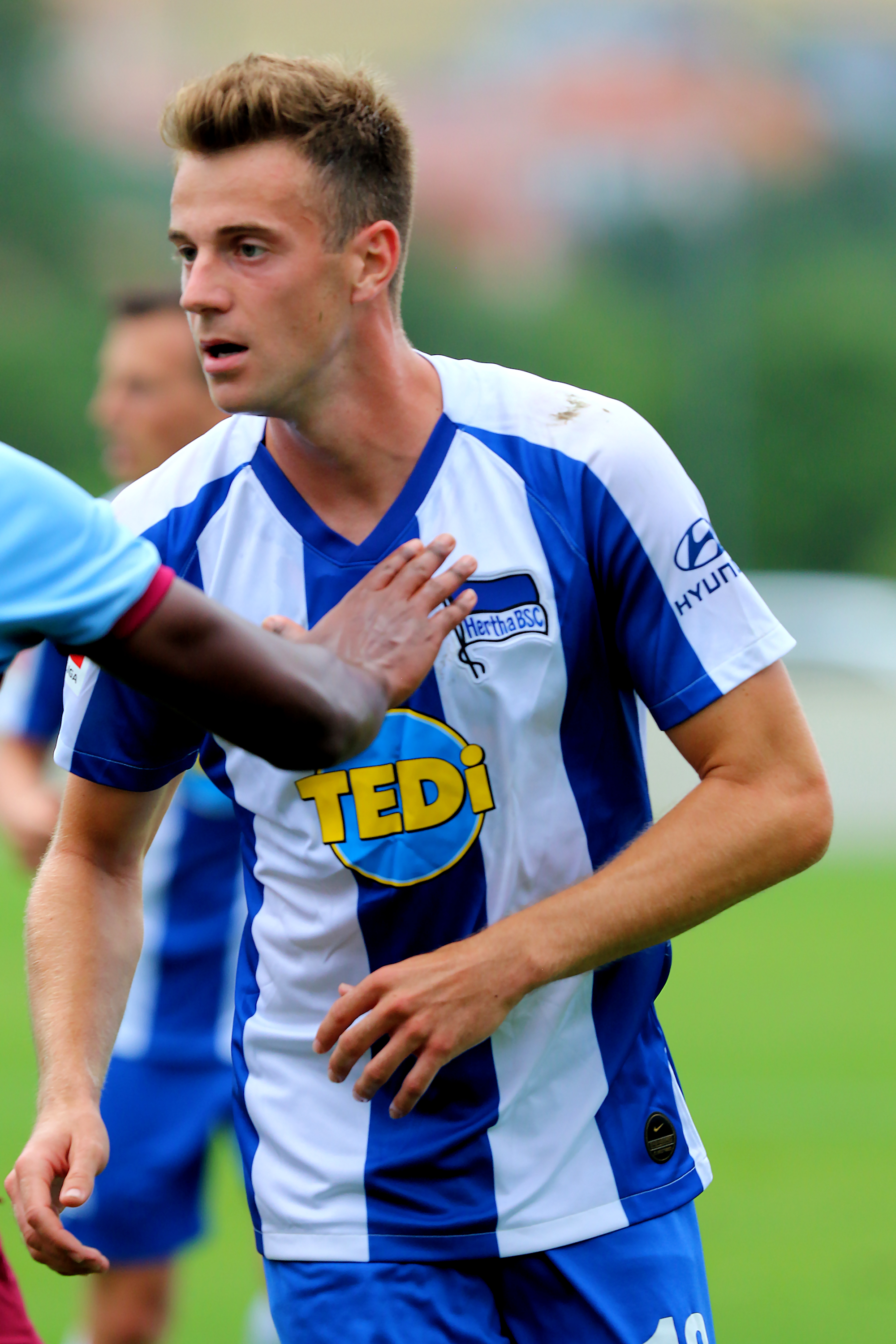
Lukas Klünter (* 1996)

- Kluntz, Barbara, deutsche Komponistin
- Klunzinger, Carl Benjamin (1834–1914), deutscher Zoologe
- Klunzinger, Eugen (* 1938), deutscher Jurist und Politiker (CDU), MdL
- Klunzinger, Karl (1799–1861), württembergischer Pfarrer, Schriftsteller und Heimatforscher
- Klunzinger, Paul (1828–1919), deutscher Eisenbahn- und Wasserbauingenieur in Österreich

### Klup
- Klupaty, Rudolf (* 1965), österreichischer Bahnengolf-Spieler
- Klüpfel, Emanuel Christoph (1712–1799), deutscher Theologe und Autor
- Klüpfel, Engelbert (1733–1811), deutscher römisch-katholischer Theologe
- Klüpfel, Heinrich Immanuel (1758–1823), deutscher Rechtswissenschaftler und Politiker
- Klüpfel, Karl (1878–1962), deutscher Konteradmiral der Reichsmarine
- Klüpfel, Karl August (1810–1894), deutscher Historiker
- Klüpfel, Ludwig (1843–1915), deutscher Jurist, Industriemanager und Sozialpolitiker
- Klüpfel, Paulus (1876–1918), römisch-katholischer Priester, Gründer des Freiland-Freigeld-Bundes
- Klüpfel, Volker (* 1971), deutscher KrimiautorVolker Klüpfel (* 1971)

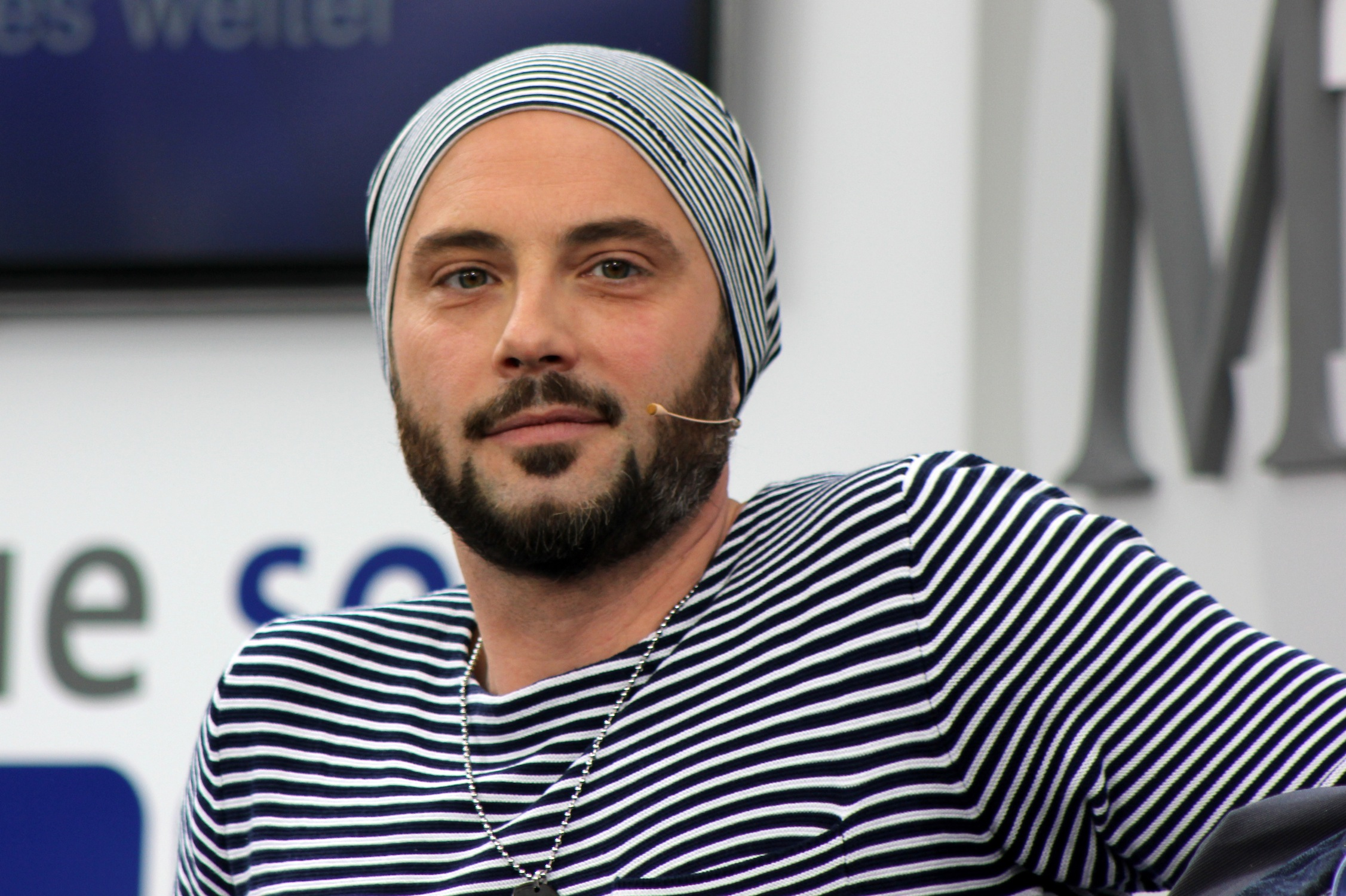
Volker Klüpfel (* 1971)

- Klüpfel, Wolfgang (1925–2008), deutscher Manager
- Klupp, Otto (1896–1963), österreichischer Politiker (SPÖ), Mitglied des Bundesrates
- Klupp, Robert (1891–1975), deutscher Schauspieler, Regisseur, Intendant, Rundfunk- und Synchronsprecher
- Klupp, Thomas (* 1977), deutscher Schriftsteller und Literaturwissenschaftler
- Klüppel, Konrad († 1541), Jurist und Chronist
- Klüppelberg, Claudia (* 1953), deutsche Mathematikerin
- Klüppelberg, Hans (1904–1962), deutscher Architekt
- Klüppelholz, Werner (* 1946), deutscher Musikwissenschaftler, Musikpädagoge und Hochschullehrer
- Klupper, Hans (1937–2023), österreichischer Politiker (ÖVP), Landtagsabgeordneter
- Klupsch, Franz (1874–1957), deutscher Politiker (SPD/KPD)
- Klupsch, Rudolf (1905–1992), deutscher Mittelstreckenläufer

### Klus
- Klus, Tomáš (* 1986), tschechischer Singer-Songwriter
- Klusák, Cécile (* 1997), Schweizer Journalistin, Podcasterin und Infanterist in der Schweizer ArmeeCécile Klusák (* 1997)

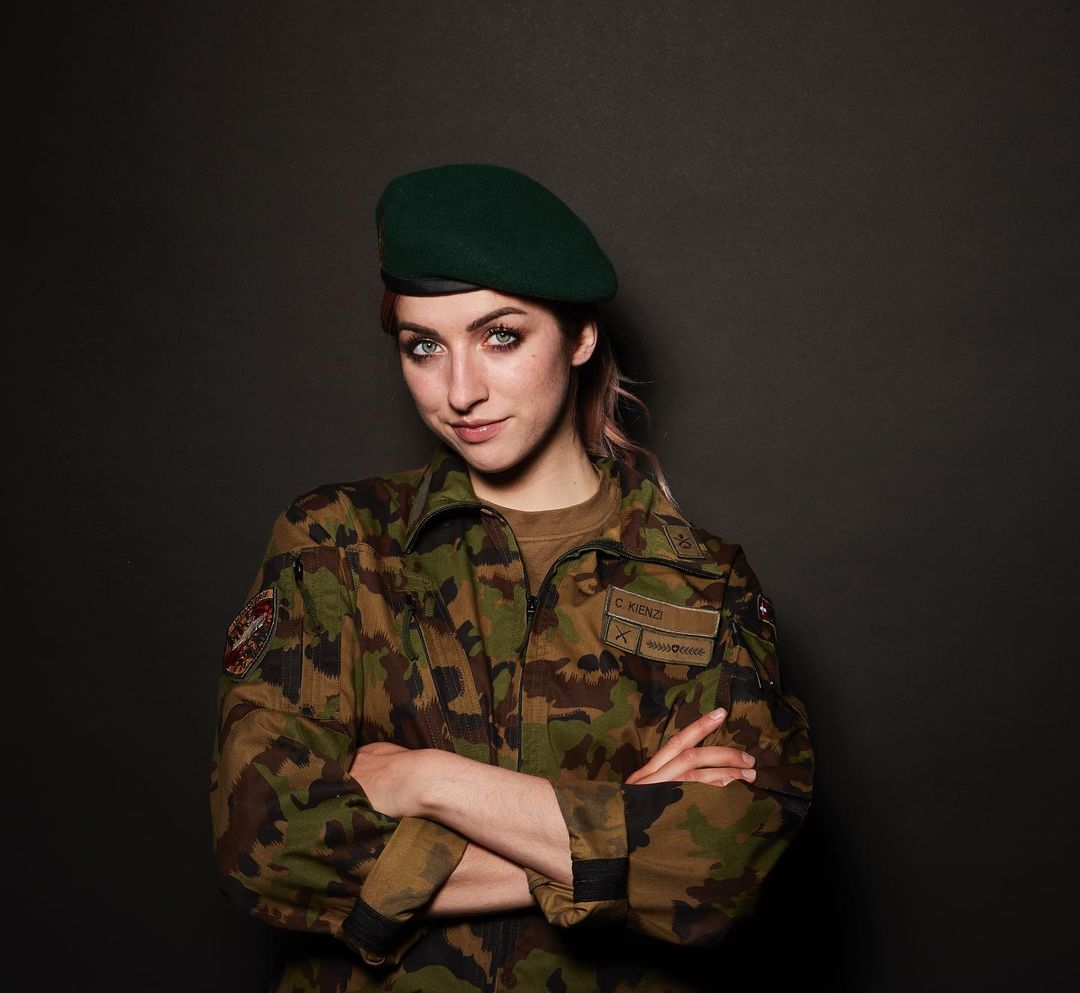
Cécile Klusák (* 1997)

- Klusak, Gustav (1903–1987), deutscher Wirtschaftsjurist
- Klusák, Jan (* 1934), tschechischer Komponist, Schauspieler und Schriftsteller
- Klusak, Norbert (1936–1986), deutscher Jurist, Vizepräsident des Bundesnachrichtendienstes
- Klusch, Horst (1927–2014), siebenbürgisch-sächsischer Volkskundler und Sammler
- Kluschanzew, Pawel Wladimirowitsch (1910–1999), russischer Regisseur
- Kłusek, Bartłomiej (* 1993), polnischer Skispringer
- Klusemann, Caterina (* 1973), deutsche Filmregisseurin und Dokumentarfilmerin
- Klusemann, Erich (1867–1925), österreichischer Politiker (Landbund), Landtagsabgeordneter
- Klusemann, Ferdinand Friedrich August (1822–1878), deutscher Zivilingenieur und Unternehmer
- Klusemann, Georg (1942–1981), deutscher Maler und Kinderbuchautor
- Klusen, Ernst (1909–1988), deutscher Musikwissenschaftler, Komponist, Musikpädagoge, Volksliedforscher
- Klusen, Norbert (* 1947), deutscher Manager, Vorstandsvorsitzender der Techniker Krankenkasse
- Klusen, Peter (* 1951), deutscher Schriftsteller, Bühnenautor und Cartoonist
- Klüser, Bernd (* 1945), deutscher Galerist, Editeur und Kunstsammler
- Kluska, Johann (1904–1973), deutscher Maler
- Kluska, Peter (1938–2020), deutscher Landschaftsarchitekt
- Klusmann, Albert (1914–1986), deutscher Politiker (SPD), MdL
- Klusmann, Steffen (* 1966), deutscher Journalist und Chefredakteur
- Klusmeier, Emil (1912–1982), deutscher Marineoffizier im Zweiten Weltkrieg
- Klüsner, Franz (1837–1916), methodistischer Prediger
- Klüsner, Karl (1905–1960), deutscher Schauspieler bei Bühne und Film
- Klüß, Dörte, deutsche Handballspielerin
- Kluss, Heinz (1934–2019), deutscher Generalstabsoffizier, Publizist und Geheimagent
- Klüssendorf, Angelika (* 1958), deutsche SchriftstellerinAngelika Klüssendorf (* 1958)

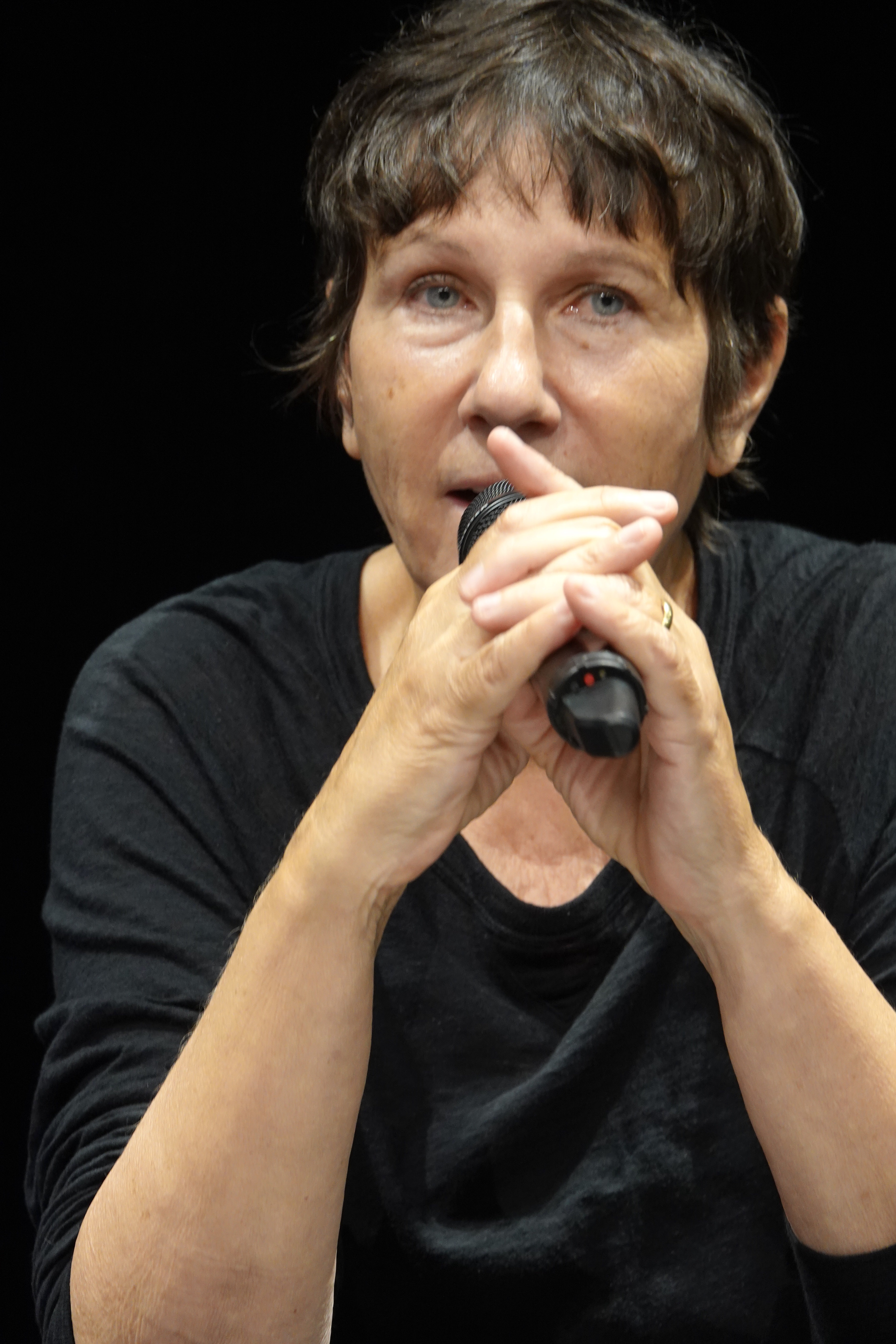
Angelika Klüssendorf (* 1958)

- Klüßendorf, Bodo (* 1958), deutscher Fußballspieler
- Klüßendorf, Niklot (* 1944), deutscher Numismatiker
- Klüssendorf, Tim (* 1991), deutscher Politiker (SPD)Tim Klüssendorf (* 1991)

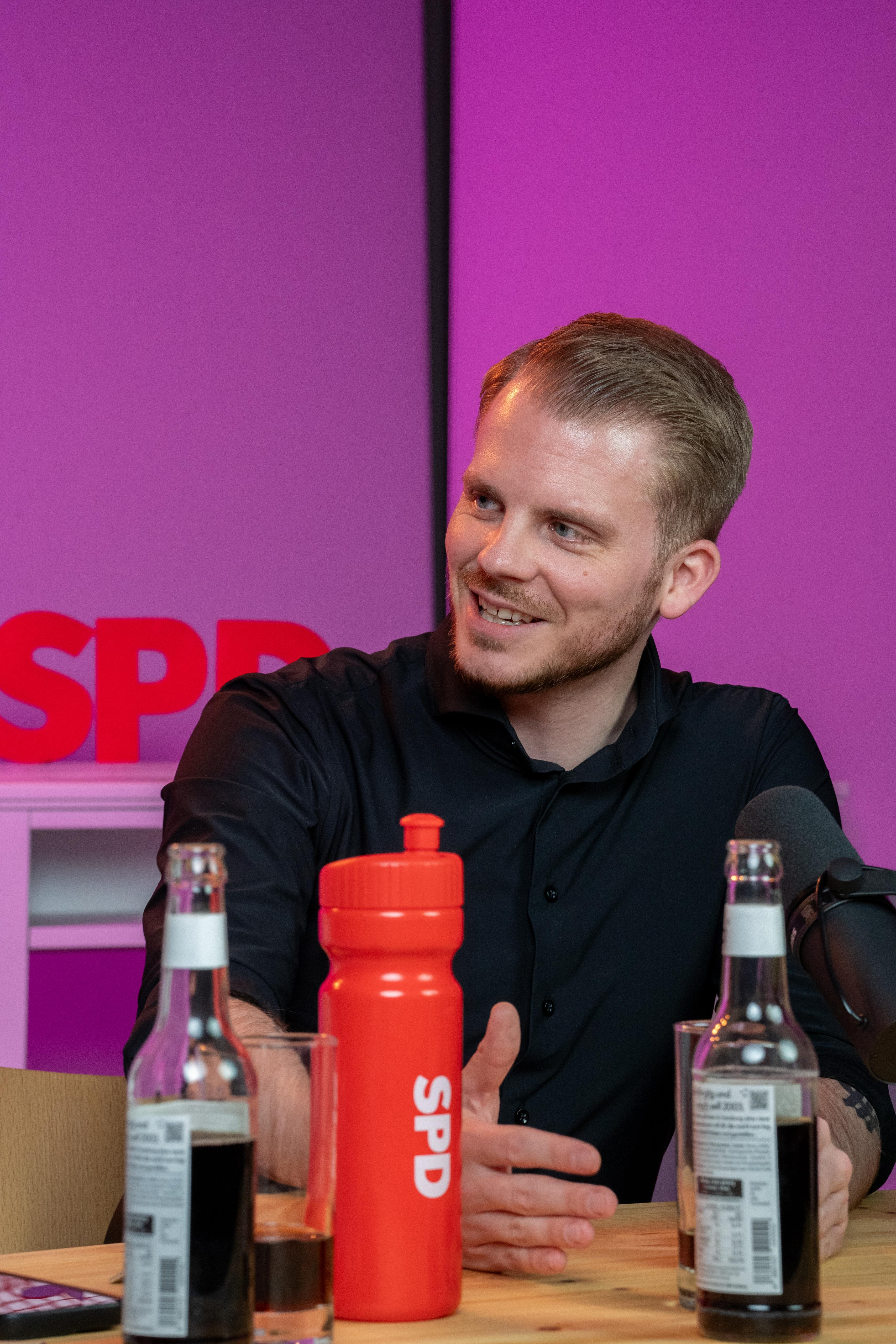
Tim Klüssendorf (* 1991)

- Klussmann, Ernst Gernot (1901–1975), deutscher Komponist und Hochschullehrer
- Klussmann, Friedel (1896–1986), US-amerikanische Aktivistin des Denkmalschutzes und der Stadtbildpflege in San Francisco
- Klußmann, Jens Peter (* 1967), deutscher HNO-Arzt und Hochschullehrer
- Klussmann, Jonathan (* 2002), dänischer Basketballspieler
- Klussmann, Marianne (1932–2022), deutsche Fernseh-, Rundfunk- und Synchronsprecherin
- Klussmann, Paul Gerhard (1923–2019), deutscher Germanist
- Klussmann, Rudolf (1846–1925), deutscher Klassischer Philologe, Gymnasiallehrer und Bibliograf
- Klußmann, Rudolf (1937–2022), deutscher Internist, Facharzt für Psychosomatik und Psychotherapie, Psychoanalytiker, Lehr- und Kontrollanalytiker
- Klussmann, Sebastian (* 1989), deutscher Quizspieler
- Klußmann, Wilhelm (1863–1941), deutscher Verwaltungsjurist in Preußen; Bürgermeister von Geestemünde
- Klussmann-Kolb, Annette (* 1969), deutsche Biologin
- Klußmeier, Gerhard (* 1939), deutscher Journalist und Autor
- Klust, Hertha (1903–1970), deutsche Pianistin

### Klut
- Klute, Fritz (1885–1952), deutscher Geograph
- Klute, Georg (* 1952), deutscher Ethnologe
- Klute, Hilmar (* 1967), deutscher Journalist und Schriftsteller
- Klute, Jürgen (* 1953), deutscher Politiker (Die Linke), MdEP
- Klute, Thorsten (* 1974), deutscher Politiker (SPD), MdL
- Klute, Wilhelm (1895–1974), deutscher politischer Aktivist (NSDAP, DSP)
- Klüter, Helmut (* 1950), deutscher Geograph und Hochschullehrer
- Klüter, Hubert (1886–1954), preußischer Landrat
- Klüter, Karlheinz (1935–2013), deutscher Fotograf, Grafiker und Musikproduzent
- Klüter, Willy (* 1955), deutscher Komponist und Musikproduzent
- Kluth, Bernhard (* 1920), deutscher Fußballspieler
- Kluth, Claude (* 1968), deutscher Fußballspieler (DDR)
- Kluth, Gesa (* 1970), deutsche Biologin (Wolfsexpertin)
- Kluth, Heinz (1921–1977), deutscher Soziologe
- Kluth, Holger Zebu (* 1962), deutscher Dramaturg und Kulturmanager
- Kluth, Karl (1898–1972), deutscher Maler
- Kluth, Käthe (1899–1985), deutsche Philologin und Anglistin
- Kluth, Leon (* 1992), deutscher Filmregisseur
- Kluth, Manfred (1936–2010), deutscher Ruderer
- Kluth, Mechthild (* 1965), deutsche Sprinterin
- Kluth, Michael (1939–2024), deutscher Filmautor und Filmproduzent
- Kluth, Nina (* 1974), deutsche Malerin
- Kluth, Reinhard (1950–2020), deutscher Kirchenmusiker und Komponist
- Kluth, Robert (1853–1921), deutschamerikanischer Maler
- Kluth, Rolf (1914–1993), deutscher Bibliotheksdirektor
- Kluth, Thomas-Sönke (* 1960), deutscher Rechtsanwalt und Politiker (FDP), MdHB
- Kluth, Vera (1925–2017), deutsche Schauspielerin, Hörspiel- und Synchronsprecherin
- Kluth, Werner (1924–2015), deutscher Kommunalpolitiker (SPD)
- Kluth, Winfried (* 1959), deutscher Jurist, Professor für Öffentliches Recht und Richter
- Kluthe, Franz (1889–1957), deutscher Landrat
- Kluthe, Hans Albert (1904–1970), deutscher Journalist und Verleger
- Kluthe, Reinhold (1928–2007), deutscher Internist, Nephrologe und Wegbereiter der modernen Ernährungsmedizin
- Klutmann, Heinrich (1847–1905), deutscher Architekt und preußischer Baubeamter
- Klütsch, Albert (* 1944), deutscher Politiker (SPD), MdL
- Klütsch, Friedrich (* 1957), deutscher Drehbuchautor, Kameramann und Filmregisseur
- Klütsch, Georg (1951–2023), deutscher Fagottist, Kammermusiker und Musikpädagoge
- Klutsch, Rainer (* 1972), deutscher Fernsehkoch, Gastronom und Kochbuchautor
- Klütsch, Werner (* 1924), deutscher DBD-Funktionär, MdV, Bezirksvorsitzender der DBD Gera
- Klutschak, Heinrich (1848–1890), österreichischer Abenteurer, Autor, Zeichner und Polarforscher
- Klutschewskaja, Jelisaweta (1924–2000), russische Malerin
- Klutse, Kwassi (1945–2024), togoischer Politiker, Premierminister von Togo (1996–1999)
- Klutse, Nana (* 1981), ghanaische Dozentin und Klimatologin
- Klutse, Willie, ghanaischer Fußballspieler und -funktionär
- Kluttig, Bernhard (* 1974), deutscher Verwaltungsjurist und politischer Beamter (parteilos)
- Kluttig, Christian (* 1943), deutscher Dirigent, Pianist und Hochschullehrer
- Kluttig, Gottfried (1913–2004), deutscher Kantor und Kirchenmusikdirektor
- Kluttig, Roland (* 1968), deutscher Dirigent
- Kluttz, Theodore F. (1848–1918), US-amerikanischer Politiker
- Klütz, Jörg-Uwe (* 1968), deutscher Fußballspieler und -trainer
- Klutznick, Philip (1907–1999), US-amerikanischer Politiker
- Klützow, Hermann von (1813–1902), Domdechant, Wirklicher Geheimer Rat, Hauptritterschaftsdirektor und Rittergutsbesitzer

### Kluv
- Klüver, Anika (* 1981), deutsche Schriftstellerin und Literaturübersetzerin
- Klüver, Hans (1901–1989), deutscher Schachkomponist
- Klüver, Heike (* 1981), deutsche Politikwissenschaftlerin und Hochschullehrerin
- Klüver, Heinrich (1897–1979), deutsch-amerikanischer Psychologe und Neurowissenschaftler
- Klüver, Henning (* 1949), deutscher Kulturjournalist und Buchautor
- Klüver, Jens (* 1948), dänischer Jazzmusiker (Klarinette, Saxophon) und Orchesterleiter
- Klüver, Nathalie (* 1980), deutsche Autorin und Journalistin
- Klüver, Wilhelm (1900–1987), deutscher Historiker, Landeshistoriker Schleswig-Holsteins
- Klüver, Wilhelm (1929–2014), deutscher Politiker (SSW)

### Kluw
- Kluwe, Chris (* 1981), US-amerikanischer American-Football-SpielerChris Kluwe (* 1981)

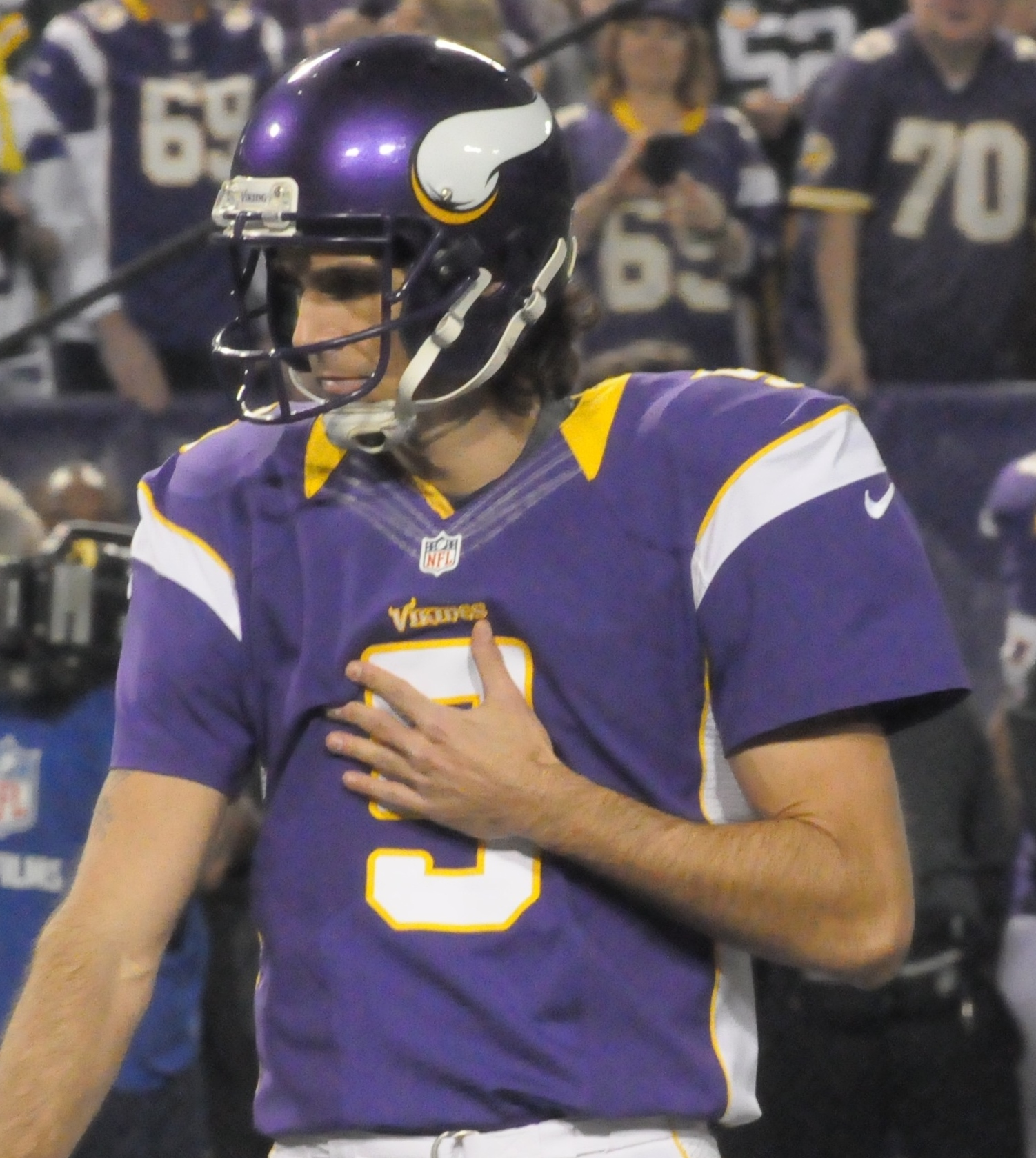
Chris Kluwe (* 1981)

- Kluwe, Ernst (1936–2024), deutscher Klassischer Archäologe
- Kluwe, Gustav (* 1877), deutscher Politiker (SPD), MdR
- Kluwe, Rainer H. (* 1942), deutscher Kognitionspsychologe
- Kluwe, Volker (* 1956), deutscher Polizeipräsident in Niedersachsen
- Klüwer, Rolf (1925–2011), deutscher Psychoanalytiker und Autor

### Klux
- Klüx, Ernst von (1776–1858), preußischer Generalleutnant
- Klüx, Joseph Friedrich Karl von (1774–1816), preußischer Generalmajor und zuletzt Brigadechef im VI. Armeekorps
- Klüx, Wolfgang Heinrich Ernst von (1728–1805), preußischer Generalleutnant und zuletzt Assessor im 7. Departement (Invalidenversorgung) des Oberkriegskollegiums
- Kluxen, Franz Werner (1888–1968), deutscher Kunstsammler der Moderne
- Kluxen, Kurt (1911–2003), deutscher Historiker
- Kluxen, Wolfgang (1922–2007), deutscher Philosoph

### Kluy
- Kluyver, Albert Jan (1888–1956), niederländischer Mikrobiologe und Biochemiker
- Kluyver, Jan Cornelis (1860–1932), niederländischer Mathematiker

### Kluz
- Kluzak, Gord (* 1964), kanadischer Eishockeyspieler
- Kluzik-Rostkowska, Joanna (* 1963), polnische Politikerin, Mitglied des Sejm